# GRe4N BOYZ
GRe4N BOYZ（グリーンボーイズ）は、日本の男性4人組ボーカルグループ。2024年3月までのグループ名はGReeeeN（グリーン）。レーベルはPolydor Records。
歯科医師とアーティストを両立しており、歯科医師の本業に支障を出さないようにするため、顔は非公表。
2024年3月19日、所属事務所（ハイスピードボーイ）からの退所と同時にグループ名をGReeeeN（グリーン）からGRe4N BOYZ（グリーンボーイズ）に改称。

## 概要
福島県で結成したHIDE、navi、92、SOHの4人組ボーカルグループ。歯科医師を目指す歯学生でありながら、2007年『道』でデビューを果たした。メンバーの出身地は、グループの実質的リーダーHIDEが大阪府、naviが千葉県、92が沖縄県、SOHが佐賀県である。歯科医師免許取得後は、全員が歯科医師として働いており、転勤のため全国に散らばりながら活動を行っている。
医師と音楽活動を両立する為に、アーティストとしては容姿を隠しており、メディア露出が非常に少ないことでも知られる。テレビ番組に出演した際は、着ぐるみ、イラスト、CG、音声のみの演出で姿は隠している。
自身で楽曲の作詞作曲を手掛けており、MISIA「アイノカタチ」やNEWS「weeeek」、氷川きよし「碧し」、TOMORROW X TOGETHER「Ito」など楽曲提供を幅広く行なっている（楽曲提供を参照）。また、楽曲のジャンルは、ポップ、ロック、レゲエ、ブレイクビーツ、ヒップホップなど多岐に渡る。
音楽活動では、これまでに『愛唄』『キセキ』など4曲で配信ミリオンを記録しているほか、全国ツアーやスタジオ・アルバムの発表を毎年行うなど盛んに楽曲制作を行っている（2024年時点）。
また、2008年発売の「キセキ」は、「日本で最も多くダウンロード販売された曲」としてギネス世界記録を保持する。2020年には｢NHK紅白歌合戦｣に初出場し、視聴率は歌手別で4位（関東地区、43.6％）を記録した。

## GReeeeNの由来
メンバーのHIDEは「まだまだ未完成であり続ける無限で未知の可能性という意味」でGReeeeNと名付けたと2009年3月8日付のブログで述べている。
「GReeeeN」の4つの「e」は、メンバーの人数および、歯学部出身・在籍に因んで笑顔になるときに見える歯並びをイメージしてデザインされており、「smileを届けられる存在でありたい」というメンバーの気持ちを表している。ロゴマークのeの角度は18度であり、18は、良い歯⇒いーは⇒18という意味である。

## GRe4N BOYZの由来
改名発表時に公開されたYouTubeの動画「大切なお知らせ】GReeeeNからGRe4N BOYZへ！」の動画内にてメンバーのnaviは「まだまだこれからも未完成であり続け、新人、そしてルーキーとしてこの4人で出会った頃と変わらない少年のような気持ちで楽しく音楽を創っていく」と話した。

## メンバー
メンバー全員が歯科医師で、本名は非公開。

### HIDE（ヒデ）
グループのリーダー、メインボーカル担当。メンバーカラーは    赤担当。4月3日生まれ大阪府高槻市出身。身長178cm、血液型A型。
普段はコンタクトレンズで生活している。好きな食べ物は唐揚げ、カレーライス等。尊敬する人物は坂本龍馬。マンガ『ONE PIECE』の大ファンである。また、家族は両親、姉、兄（プロデューサーのJIN）がいる。
歯科医の国家試験の勉強のため、朝日が昇るまではファミリーレストランで勉強、ベッドでは寝ないなど自分にストイックな面もある。
略歴
- 中学・高校を高知県で過ごす。部活は剣道部、後にバレーボール部。同時にHIP HOPの洋服店でのアルバイト経験を通じて、HIP HOPに接する。その頃からバンド活動を始めギターやベース、ドラム等を担当。
- 大学受験においては2年間の浪人を経験しており、東京で3年間過ごす。東京時代には原宿の洋服店で働いていた。
- 1999年（平成11年） - 東京の予備校で現メンバーのnaviと知り合った。
- 2001年（平成13年） - 歯科医師になるべく福島県の奥羽大学に進学。
- 2002年（平成14年） - 実兄のJIN（当時：NICK）のサポートを受け、naviと2人で前身である「greeen」を結成（当時はeが3つ）。
- 2004年（平成16年） - 同じ大学の学部だった92、SOHを加え、GReeeeNを結成。
- 2008年（平成20年） - 歯科医師免許を取得。
- 2010年（平成22年） - 一般女性と結婚を発表。
- 2011年（平成23年） - 東日本大震災被災地にて、身元不明者の身元特定作業（検視）に歯科医師として参加すると発表した。
- 2013年（平成25年） - 2月27日発売の『桜color』にて、福島県郡山市から北海道へ転勤することを明かした。
- 2016年（平成28年） - 9月16日発売の『縁』にて、関東への転勤を発表。
- 2017年（平成29年） - 東京ワンピースタワーにあるプロフィールにて、東京で活動中と表記。
- 2021年（令和3年） - 3月31日にNHK-FM放送でレギュラー番組『GReeeeN HIDEの ミドリの2重スリット』の放送を開始。
- 2024年（令和6年） - 3月26日に『GReeeeN HIDEの ミドリの2重スリット』の放送が終了。

### navi（ナビ）
グループの高音ボーカル、高音ハモリ担当。メンバーカラーは    青担当。4月30日生まれ宮城県仙台市生まれで、千葉県育ち。身長176cm、血液型O型。
ハイトーンボイスの持ち主で曲中での最高音はhihiAまで出している。ギター 、ピアノが演奏できる。普段はコンタクトレンズ で生活している。メンバーやファンからは「王子」と呼ばれることがある。
略歴
- 一時期を岩手県で過ごす。
- 幼稚園入園とともに心臓の手術を受ける。この頃からピアノに夢中になる。
- 中学生時代からバンド活動をはじめキーボードを担当。
- 高校時代にはギターに転向。
- 1999年（平成11年） - 東京の予備校で現メンバーのHIDEと知り合う。
- 2001年（平成13年） - 歯科医師になるべく奥羽大学に進学。
- 2002年（平成14年） - JINのサポートを受けHIDEと「greeen」（当時はeは3つ）を結成。
- 2004年（平成16年） - HIDEとnaviと同じ学部に所属していた92、SOHを加え、GReeeeNを結成。
- 2008年（平成20年） - 大学を卒業。
- 2009年（平成21年） - 歯科医師免許を取得。
- 2013年（平成25年） - 2月27日発売の『桜color』にて、福島県郡山市から北海道へ転勤することを明かした。
- 2017年（平成29年） - 東京ワンピースタワーにあるプロフィールにて、東京で活動中と表記。

### 92（クニ）
グループの低音ボーカル、低音ハモリ、ラップ担当。メンバーカラーは    緑担当。3月21日生まれ沖縄県那覇市出身。身長178cm、体重76kg、血液型A型。
沖縄出身ということもあり、彼をモチーフとした曲がいくつか作曲されている（「レゲレゲ」、「no more war」）。特技はバスケットボール。音楽のルーツは沖縄民謡であると発言している。好きな言葉は「志」。趣味は模様替え。2014年の目標は海人になることであった。釣りも趣味であるが、蟹、海老アレルギーである。
略歴
- 2004年（平成16年） - 同じ大学・同じ学部だったHIDE、navi、SOHとGReeeeNを結成。
- 2008年（平成20年） - 歯科医師免許を取得。
- 2013年（平成25年） - 2月27日発売の『桜color』にて、福島県郡山市から沖縄県へ転勤することを明かした。
- 2020年（令和2年） - 12月5日に沖縄県のRBCiラジオでレギュラー番組『92ラジ』の放送を開始。
- 2022年（令和4年） - 8月8日に沖縄県のプロバスケットボールチーム琉球ゴールデンキングスの2022-23シーズン総合演出に就任すると発表。

### SOH（ソウ）
グループの低音ボーカル担当。メンバーカラーは    黄担当。2月2日生まれ佐賀県出身。身長184cm、体重70kg、血液型A型。
一時期は長崎県、福岡県にも在住。2004年、メンバーのHIDEに誘われGReeeeN結成。音楽活動は未経験だった。メンバーの中でも一番の低音ボイスである。曲の中でもソロパートやハモリパートが多い。初アルバム『あっ、ども。はじめまして。』に収録されている「手紙〜君たちへ〜」では、GReeeeNの楽曲では珍しい低音リードボーカルの曲であり、SOHがリードをとっている。声が綺麗で大きいことでも有名だが、高校時代、寮で消灯時間後の深夜にこそこそ話をしていたら翌日1人だけ名指しで怒られたというエピソードがある。兄弟には妹と弟がいる。大のサッカーファンでサッカー観戦が趣味である（だが観る方専門で自分でプレーするのは苦手とのこと）。好きなサッカーチームはリバプールFC。好物はドトールコーヒーのココア。
略歴
- 2004年（平成16年） - 同じ大学・同じ学部だったHIDE、92、naviとGReeeeNを結成。
- 2010年（平成22年） - 歯科医師免許を取得。
- 2013年（平成25年） - 20代後半の一般女性との結婚を発表。

### 元共同作業者
JIN（ジン）
4月11日生まれ。大阪府高槻市出身。GReeeeNをはじめ、2BACKKAやBACK-ONなどのプロデュースをする音楽プロデューサーとしても活動している。メンバー・HIDEの実兄。主にGReeeeNのトラック作成を手掛ける。1stシングル『道』に収録の「絆」の作曲は彼が手掛けている。90年代にはソフトヴィジュアル系ロックバンドCHILD（ex.CHILD HOOD'S END）のギタリストとして活動。その後indigo7やHigh Speed Boyzを結成。

## 略歴
2002年
- 大学の歯学部に在学していたHIDEとnaviが、HIDEの実兄JINのサポートの下でGReeeNを結成（当時は3人だったのでeが3つ）。

2004年
- 同じ学部の92とSOHを加えて、現在のGReeeeNを結成。

2006年
- 2月：自主制作のミニアルバム『greeeen』を郡山駅前のCDショップ「LIPS」にて50枚限定発売。
- 3月：発売したミニアルバムが認められ、仙台のエドワードリミテッドに所属。
- レコードメーカー10社以上で争奪戦が繰り広げられ、ユニバーサルミュージック内レーベルのNAYUTAWAVE RECORDSと契約。

2007年
- 1月24日：シングル『道』でメジャーデビュー。
- 3月28日：2ndシングル『HIGH G.K LOW 〜ハジケロ〜』をリリース。
- 5月16日：3rdシングル『愛唄』を発売。プロモーションビデオがテリー伊藤の初監督作品として多数のメディアに取り上げられた。
- 6月27日：初のアルバム『あっ、ども。はじめまして。』を発売。オリコン初登場2位を記録、シングル・アルバム同時に2週連続トップ10入りも記録した。

2008年
- 2月：会員制モバイルサイト｢GReeeeN Mobile」を開設。リレー式のメンバーブログ、グッズの販売、待ち受け画像などが配信されている。
- 4月2日：フジテレビ系列『めざましテレビ』内「メディア見たもん勝ちDX」のコーナーにおいて、メンバーのHIDEと92が歯科医師国家試験合格と報道されたが、SOHが留年したと誤報された（実際には5年生から6年生へ進級）。そのため、翌日の同番組およびオフィシャルサイトで訂正された。
- 5月28日：初のテレビドラマ『ROOKIES』の主題歌に起用されたシングル『キセキ』を発売。6月9日付のオリコンシングルチャートでは、グループ初の首位を獲得した。また、翌週のチャートでも首位を獲得。2008年初の2週連続の首位獲得となり、自身最大のセールスとなった。

2009年
- 3月11日：郡山青年会議所が、JR郡山駅の駅前広場に楽曲をモチーフとしたモニュメント「緑の扉」やメンバーの手形やメッセージなどを設置。
- 12月30日：日本レコード大賞に声のみの出演（HIDE、92のみ）を果たして、最優秀アルバム賞受賞の喜びを語った。テレビの全国放送で肉声を公開するのはGReeeeN初となった。

2010年
- 4月1日：ハドソンとコラボしたゲーム『HUDSON×GReeeeN ライブ!?DeeeeS!?』がニンテンドーDSにて発売した。
  - 当日は、板東英二が｢GReeeeN脱退｣というエイプリルフールならではの記事が朝日新聞から、また号外が各地で配布された。

- 5月26日：『AB DEST!? TOUR!? 2010 SUPPORTED BY HUDSON×GReeeeN LIVE!? DeeeeS!?』が発売。
  - これは、4月1日に発売された『HUDSON×GReeeeN ライブ!?DeeeeS!?』でプレイ出来る3つのライブステージ"DOME" "STADIUM" "SHIBUYA"に収録されているライブバージョンの楽曲を、ステージごとに1枚のCDに完全収録したもの。通常盤3枚として発売するほか、これをセットにし、この商品のために新たにデザインされた特別なアイテムの付いた『グッズ付数量限定盤』も併せて発売。

2011年
- 5月6日：震災復興プロジェクト『Green boys Project』をスタートさせた。これは、地元の福島で東日本大震災の被害を目の当たりにしたメンバー4人が「今なら、音楽が、誰かの気持ちをほぐし、温め、勇気づける事が出来るかもしれない」という思いのもとにスタートさせたもの。NHK「アスリートの魂」のテーマ曲である『Green boys』を期間限定で無料配信したほか、英語、スペイン語、中国語、台湾語、韓国語に訳した歌詞のダウンロード、また「Green boys」のビデオクリップに使用する写真の募集を行った。

2012年
- 4月28日 - 29日：初開催の『ニコニコ超会議2012』に参加して｢GReeeeNブース｣を出展した。
- 6月27日：NHKホールで初のファン感謝祭「緑一色歌合戦」を開催。この模様は、ニコニコ生放送で独占生中継された。
- 8月23日：朝日放送『夏の高校野球』2012年度応援ソングに『pride』が選曲された。

2013年
- 2月27日：CD内の文章でHIDE、naviは北海道に、92は沖縄に旅立つことが発表された。
- 8月9日：高知県高知市「第60回よさこい祭り前夜祭」で『みんなでよさこいプロジェクト“総踊り”』に、新曲『この地へ〜』が提供された。
- 9月2日：GReeeeN official PC fanclub「GReeeeN Land」が正式にOPENした。
- 9月16日：福島県郡山市「うつくしまYOSAKOIまつり」ファイナルで、『みんなでよさこい総踊り』として、新曲『この地へ〜』が披露された。ギターとコーラスに織田哲郎が参加。アレンジは、高知県のよさこいアレンジ集団、雑音軒が担当している。

2014年
- 5月13日：ガリガリ君35周年とGReeeeN10周年を記念して、赤城乳業とコラボした新商品｢ガリガリ君リッチ ほとばしる青春の味｣を全国販売。このコラボは、3年連続で続き、2014年と2016年に青りんごヨーグルト味、2015年にはレモンヨーグルト味を発売した。
- 7月4日-9月15日：東京都のレジャーランド『よみうりランド』との初コラボ『よみUReeeeNランド』を開催。コラボアトラクション、ショーを展開した。同コラボは2年連続で開催。

2015年
- 3月11日：GReeeeNの姉妹グループとして「whiteeeen」が『愛唄〜since 2007〜』でデビュー。
- 4月1日：福島県のJR郡山駅の発車メロディーに『キセキ』と『扉』が採用。
- 7月6日：Google PlayとApp Storeに初の公式アプリを公開。

2016年
- 3月11日：グループの誕生秘話を描いた自身初となる小説、『それってキセキ〜GReeeeNの物語〜』を発売。
- 3月28日：SoftBankが提供する医療機関利用者向けのサービス『スマート病院会計』の応援大使に就任した。
- 7月23日：ハウステンボスにて『GReeeeN×ハウステンボス　スペシャル花火』を開催した。

2017年
- 1月7日：デビュー10周年記念ライブ「あっ、リーナ、ども。はじめまして。『クリビツテンギョウ!? ル〜デル〜デ♪』」をさいたまスーパーアリーナにて開催。これまで一切人前に出ていなかったが、幕越しの姿を初めてファンの前で見せた。
- 1月28日：自伝小説を基にした自身初の映画『キセキ -あの日のソビト-』が全国公開。
- 3月29日 - 6月4日：『第33回全国都市緑地化よこはまフェア』で、特別展｢GReeeeN Garden｣を横浜赤レンガ倉庫に展示。
- 4月29日 -：東京ワンピースタワーにて『ONE PIECE』との初コラボが開催され、尾田栄一郎がGReeeeNのカラーをイメージしたキャラクター歌姫アンを描き下ろした。ライブアトラクション『PHANTOM』は、2019年まで公演された。

2018年
- 3月9日：NTTドコモとコラボレーションしたWebサイト上のコンテンツ『うた手紙』の提供を開始した。このコンテンツでは、利用者による歌詞を選択したオリジナル曲の生成、生成した曲の送信が行われた。
- 9月1日 - 2日： 六本木ヒルズでフリスクとのコラボが行われ、新曲『フリスキュー』の特別映像のゲームコンテンツが視聴できる｢VR体験イベント｣が開催された。

2019年
- 1月25日：2年ぶりの楽曲映画化となる映画『愛唄 -約束のナクヒト-』が全国公開。
- 2月13日：福島県郡山市のPR活動を担っている『郡山フロンティア大使』に就任した。
- 3月16日 - 5月26日：熊本県の遊園地｢グリーンランド｣とのコラボを開催。

2020年
- 7月1日：NHK連続テレビ小説『エール』の主題歌『星影のエール』を発売して、オリコンシングルチャートでトップ5入りを果たした。
- 11月：アニメ『ONE PIECE』とのコラボフィギュア『ワンピース GReeeeNからの挑戦状！』を東映アニメーションから発売。
- 12月31日：『NHK紅白歌合戦』に特別企画枠で出演し、初出場を果たす。

2021年
- 10月 - 11月：自伝映画を基とした初舞台作品、『音楽劇｢キセキ -あの日のソビト-｣』を東京、大阪で公演。

2022年
- 12月15日：2016年に発売された小説『それってキセキ〜GReeeeNの物語〜』を、『それってキセキ〜GReeeeNの物語〜 増補完全版』として双葉社から復刊。デザイン変更や新たなインタビューによる増補を行った。

2023年
- 6月5日：アルバム『ロッキンビーツ』が「NY ADC」、「ONE SHOW」、「D&AD」でそれぞれ表彰された。
- 9月8日 - 10日：東京都でプロジェクションマッピングの国際大会及びイベントが行われる『TOKYO LIGHTS 2023』にてオフィシャルアンバサダーを務めた。オープニングショーでは、メドレーとプロジェクションマッピングの演出を監修した。

2024年
- 3月19日：所属事務所との契約期間を満了し、新会社設立と共に、グループ名を「GRe4N BOYZ」（グリーンボーイズ）に改名することをYouTubeを通じて発表した。
- 8月10日：千葉県の幕張メッセで開催された漫画『ONE PIECE』のイベント『ONE PIECE DAYʼ24 SPECIAL LIVE』に出演してライブを披露した。GRe4N BOYZ名義で初の外部イベント参加となった。

2025年
- 4月21日：高知県高知市から市の魅力を発信して市の認知度やイメージを向上させ、地域振興などを図る「高知市PR大使」を受嘱した。高知市はメンバーのHIDEが学生時代を過ごしており、高知市で行われている『よさこい祭り』の総踊りに「この地へ〜」を楽曲提供するなど同市との関係があり任命に繋がった。
- 5月4日：福島中央テレビ「ふくしまラーメンワールド」とコラボしたイベント「GRe4N BOYZ Lantern Night」を福島県郡山市の開成山公園で開催した。このイベントでは、会場内の音声コンテンツや参加者がスカイランタンを一斉に浮かべる企画が行われた。スカイランタン企画には、メンバーのHIDEとnaviが参加した。
- 7月31日 - 8月4日：小説『それってキセキ〜GReeeeNの物語〜』の著者小松成美の取材を原案としたグループ誕生秘話を描く舞台『それってキセキ』を、東京都足立区のシアター1010で公演。自身の舞台化は、『音楽劇｢キセキ -あの日のソビト-』以来2度目となる。

## メディア露出
2024年現在、前述の理由でメンバーの素顔がわかる形でのメディア登場はなく、ジャケット・プロモーションビデオにもメンバーの登場はない。

### プロモーションビデオ
プロモーションビデオは自身たちが出演しない分、俳優が出演するストーリー仕立てのものが多い。
| 曲名                              | 主な出演者                                             | 備考 |
| --------------------------------- | ------------------------------------------------------ | --- |
| 愛唄                              | 岡本浩志、志保                                         | |
| 人                                | 大東俊介、石井めぐる                                   | |
| 涙空                              | 関めぐみ、本郷奏多                                     | |
| 旅立ち                            | 兼子舜                                                 | |
| HIGH G.K LOW 〜ハジケロ〜         | 佐野玲於                                               | ダンサー役、出演当時は小学生                                                                                    |
| BE FREE                           | 市原隼人、関めぐみ                                     | 映画『ネガティブハッピー・チェーンソーエッヂ』の映像を使用した予告編仕立て                                      |
| 扉                                | ジリ・ヴァンソン、マイケル・リーバス、藤本泉           | ジリ、マイケルはGReeeeN本人役、藤本は新人AD役                                                                   |
| 刹那                              | 山下真司、山下リオ                                     | それぞれ特撮ヒーロー役、娘役                                                                                    |
| 花唄                              | 仲野太賀、橋本佳紀                                     | |
| 恋文〜ラブレター〜                | 岡田将生、吉倉あおい                                   | |
| OH!!!!迷惑!!!!                    |                                                        | 日印国交60周年記念事業として制作、全てのロケがインドで行われ、出演者とスタッフが全てインド人                    |
| 桜color                           | 吉沢亮、徳丸琴乃、夏緒、超特急                         | 超特急はストリートダンサー役                                                                                    |
| イカロス                          | 芳根京子、内田流果ら                                   | |
| 愛し君へ                          | 山田裕貴                                               | 1990年代から2000年代の様々なドラマ・映画へのオマージュが散りばめられている                                      |
| 僕らの物語                        | 濱田龍臣                                               | |
| 愛すべき明日、一瞬と一生を        | 田辺桃子                                               | 多数の応募の中から選ばれた300人がエキストラとして参加                                                           |
| SAKAMOTO                          | だーよし                                               | 坂本龍馬が幕末から現代にタイムスリップするという設定                                                            |
| 夢                                | 土屋太鳳、碓井将大                                     | 就職活動をする学生役                                                                                            |
| 始まりの唄                        |                                                        | 福島県東白川郡矢祭町立関岡小学校の閉校までのドキュメンタリーストーリー                                          |
| 暁の君に                          | 玉木宏                                                 | フジテレビ系ドラマ『キャリア〜掟破りの警察署長〜』のスピンオフ企画                                              |
| テトテとテントテン with whiteeeen | 泉澤祐希、佳島みさ                                     | 同時期に公開されたWEBドラマでは、広瀬すず、中川大志、北村匠海、佳島みさが曲に合わせてダンスを披露               |
| 贈る言葉                          | 志尊淳、武田鉄矢                                       | 映画『走れ!T校バスケット部』のスピンオフ作品、それぞれ田所陽一役、校長先生役                                    |
| 約束×No title                     | 横浜流星、吉田美月喜                                   | 荒廃した未来を舞台にした壮大なストーリー                                                                        |
| 旅人                              | 高橋名人                                               | 『塩、コショウ』までのプロモーションビデオに出演している多数の俳優が参加、高橋名人は本人役                      |
| 忍                                |                                                        | CGアニメとモーションキャプチャーを用いて、メンバー4人の動きを『ミュータント・タートルズ』のキャラクター姿で再現 |
| 遠くの空 指さすんだ               | 山田哲人                                               | |
| ソビト                            | 松坂桃李、菅田将暉ら                                   | ｢キセキ -あの日のソビト-｣の劇中映像が使用                                                                       |
| 恋                                | 平井亜門、野沢雅子、桜井日奈子、吉沢亮                 | 桜井、吉沢は映画『ママレードボーイ』からカメオ出演                                                              |
| ノスタルジア                      | 中尾明慶、若林時英、小野寺晃良                         | |
| 2/7の順序なき純情                 | 小関裕太、高瀬真奈                                     | |
| ゆらゆら                          | 桃果、大杉侑暉                                         | 3部作で制作 |
| おまじない                        | 桃果、大杉侑暉                                         | 3部作で制作 |
| 相思相愛                          | 桃果、大杉侑暉                                         | 3部作で制作 |
| たけてん                          | 高橋文哉、永瀬莉子、明石家さんま                       | さんまは特別出演、高校時代のエピソードが織り交ぜられている                                                      |
| SUGEEYABEE                        | Lazy Lie Crazy                                         | 監督と脚本は、のどば師匠(Lazy Lie Crazy)が担当                                                                  |
| 流星のカケラ                      | パパラピーズ、中里萌、百瀬拓実                         | |
| バケモノ                          | 佐伯大地                                               | |
| SONG 4 U                          | 醍醐虎汰朗、小野寺恵人、小高サラ、秋谷郁甫、小池剛太郎 | |
| WONDERFUL                         | KOTARO IDE、羽谷健太、紺野彩夏、やす子                 | |
| 勿忘草                            | 出口夏希、川野快晴                                     | |
| 閃光ハヤブサ                      | 金丸尭暉、梅棒                                         | |

その他、3rdアルバム『塩、コショウ』では、メンバーが「水曜どうでしょう」のファンであったことから大泉洋にCMキャラクターをオファーし、GReeeeNのファンでもあった大泉が快諾して出演している。

### テレビ番組の出演
2007年1月19日放送のテレビユー福島『MUSIC BARパロパロ』でのスタジオゲスト出演だった。その際は画用紙で顔を隠しての出演だった。
2016年3月3日放送のTBSの深夜の報道番組『NEWS23』にて、東日本大震災の検視作業に参加したリーダーHIDEが、声のみの出演で当時の様子、心情などを明かした。同時に、震災から5年が経とうとしている今、薄れている記憶を忘れてはならないという旨の思いを述べた。なお、このような形でのメディア出演は初めてである。
2016年9月14日（アルバム『縁』発売日）放送のフジテレビの朝の報道番組『めざましテレビ』にて、GReeeeNのメンバー（仕事の為、SOHを除く）が出演した。メンバーをイメージした着ぐるみでの出演だった。
2016年12月8日 NHK総合の深夜番組『SONGS』にて着ぐるみで登場。2017年1月28日公開の映画『キセキ -あの日のソビト-』に出演する菅田将暉が語りをし、ライブの様子やGReeeeNの生い立ちなどを映画の番宣も込めて紹介した。なお、メンバー全員が揃って出演するのは今回が初めてである。
2020年8月8日 「NHKウィズコロナ・プロジェクト」連動の音楽特番「ライブ・エール」に出演。それに際し、同年7月9日放送「みんなでエール キックオフスペシャル」に内村光良とのインタビューという形で出演。また彼らの音楽特番出演はこれが初。
2020年12月31日「第71回NHK紅白歌合戦」に出場。彼らの同番組の出演は初めてのこと。この時、NHKホールで歌唱を行い、“顔出し”と見られる演出が行われた。
2021年1月31日NHK教育『いないいないばあっ!』の派生番組『ワンワンわんだーらんど』に｢ダカランドからやってきたHIDEちゃん(5才)｣として、HIDEが着ぐるみで出演。
2021年2月15日テレビ朝日系『関ジャム 完全燃SHOW』にリモート出演。メンバー全員ではなく代表で、HIDEとnaviの二人が出演。リモート画面による声のみの出演で、二人はそれぞれ二頭身キャラの似顔絵イラスト姿で描かれた、紙人形劇（ペープサート）の人形のようなキャライラストを持って、姿が見えないように出演していた。
2024年9月30日TBS系『CDTVライブ!ライブ!』に、改名後初のマスメディア生出演。表舞台こそCG演出であるものの、メンバーは全員スタジオから参加しており（本人たち曰く「有給休暇を取得した」）、代表曲である「キセキ」「愛唄」の2曲をフルコーラスで歌唱した。
| 放送日         | 番組名              | 披露曲                  | 備考                                                                                             |
| -------------- | ------------------- | ----------------------- | ------------------------------------------------------------------------------------------------ |
| 2016年12月8日  | SONGS               | 道 愛唄 weeeek キセキ   | 道は2015年、愛唄、weeeekは2016年のツアー映像が放送され、キセキのみ番組オリジナルパフォーマンス   |
| 2020年8月8日   | ライブ・エール      | 星影のエール            |                                                                                                  |
| 2020年12月31日 | 第71回NHK紅白歌合戦 | 星影のエール紅白SP      | 星影のエール、キセキのメドレー                                                                   |
| 2024年9月30日  | CDTVライブ!ライブ!  | 愛唄 キセキ             | GRe4N BOYZとして初のテレビ出演                                                                   |
| 2024年12月9日  | CDTVライブ!ライブ!  | 少年                    |                                                                                                  |
| 2025年6月30日  | CDTVライブ!ライブ!  | アイノカタチ 天使と悪魔 | いずれもフルサイズ。アイノカタチはツアーなどを通しても初のフルサイズでのパフォーマンスとなった。 |
| 2025年7月19日  | 音楽の日            | U R not alone           | 楽曲提供をしたNEWSとのコラボレーション                                                           |

### ラジオ番組の出演
2007年5月1日、ニッポン放送「テリー伊藤のってけラジオ」に出演。
2014年8月6日放送の「ふくしまFM開局20周年待てないスペシャル！『GReeeeN登場だよ!! HAPPY LOVE SMILE祭り!!!』」にて自身7年振りであるラジオ番組に出演した。放送では混乱を避けるため、ふくしまFM本社を離れた、特設スタジオからのラジオ出演だった。
また、2016年8月19日には初となる全国放送「GReeeeNのオールナイトニッポンGOLD」を放送。
2017年2月22日には「SCHOOL OF LOCK!」に初出演した。
2019年1月4日深夜（1月5日）には「MISIAとGReeeeN HIDEのオールナイトニッポン」が放送。「アイノカタチ feat. HIDE (GReeeeN)」でコラボしたMISIAとHIDEのメディア初共演だった。
2020年3月30日、NHKラジオ第1放送の新番組『らじるラボ』の初回ゲストとしてメンバーのHIDEと92が出演。
2020年10月25日と11月1日には『鈴木敏夫のジブリ汗まみれ』にHIDEがゲスト出演した。
2020年12月5日、沖縄県の放送局RBCiラジオで92がパーソナリティを務める『92ラジ』（土曜17時 - 17時30分）のレギュラー放送が開始。
2021年3月31日、NHK-FM放送で『GReeeeN HIDEの ミドリの2重スリット』（火曜23時 - 23時50分）のレギュラー放送が開始。
2024年11月9日・16日・23日、JFN系列 全国21局ネット『cross-dominance MUSIC TOURIST』にてHIDE、naviがゲスト出演。
2025年5月9日『麦わらの一味のオールナイトニッポンゴールド～アニメ「ONE PIECE」エッグヘッド編SP～』にHIDEがゲスト出演。アニメ「ONE PIECE」の主要声優との初共演となったほか、原作者の尾田栄一郎が一部放送に参加していた。

## 受賞歴

### 受賞
- 第22回（2007年度）日本ゴールドディスク大賞[46]
  - 「愛唄」:「着うた(R)」ソング・オブ・ザ・イヤー邦楽部門、「着うたフル(R)」ソング・オブ・ザ・イヤー邦楽部門、ザ・ベスト5・PC配信ソング
  - GReeeeN：ニュー・アーティスト・オブ・ザ・イヤー
- 第23回（2008年度）日本ゴールドディスク大賞[47]
  - 「キセキ」：ザ・ベスト10シングル、「着うた(R)」ソング・オブ・ザ・イヤー邦楽部門、ザ・ベスト5「着うたフル(R)」ソング、ザ・ベスト5・PC配信ソング
  - 「あっ、ども。おひさしぶりです。」：ザ・ベスト10アルバム
- ギネス記録：「キセキ」（2008年5月28日発売）
  - 「Best selling download single in Japan」（=日本国内において、もっとも多くダウンロード販売されたシングル）として正式にギネス認定された（2009年6月時点）。
- 第51回（2009年度）日本レコード大賞[48]
  - 「塩、コショウ」：最優秀アルバム賞
- 第24回（2009年度）日本ゴールドディスク大賞[49]
  - 「遥か」：ソング・オブ・ザ・イヤー邦楽部門、ザ・ベスト5ソング
  - 「塩、コショウ」：ザ・ベスト5アルバム
  - 「いままでのA面、B面ですと!?」：ザ・ベスト5アルバム
- 第106回ザテレビジョンドラマアカデミー賞  ドラマソング賞（「星影のエール」）[50]
- 第31回みんゆう県民大賞 芸術文化賞[51]

### 配信認定
- 日本レコード協会『有料音楽配信認定』[52]
  - ミリオン認定
    - 着うたフル（R）：｢愛唄｣（2007年7月）、｢キセキ｣（2008年7月）、｢遥か｣（2009年10月）
    - シングルトラック：｢歩み｣（2019年8月）

  - プラチナ認定
    - 着うたフル（R）：｢人｣（2008年4月）、｢道｣（2008年9月）、｢扉｣（2009年1月）、｢刹那｣（2009年4月）、｢BE FREE｣（2010年7月）
    - シングルトラック：｢ミセナイナミダハ、きっといつか｣（2014年2月）、｢オレンジ｣（2014年2月）、｢雪の音｣（2014年2月）、｢愛し君へ｣（2014年2月）、｢あいうえおんがく♬｣（2024年8月）

  - ゴールド認定
    - 着うたフル（R）：｢涙空｣（2008年4月）、｢旅立ち｣（2008年4月）、｢またね。｣（2008年11月）、｢君想い｣（2009年5月）、｢いつまでも｣（2009年8月）、｢恋文～ラブレター～｣（2011年12月）、｢ルーキーズ｣（2012年3月）
    - シングルトラック：｢ソラシド｣（2014年2月）、｢イカロス｣（2014年2月）、｢weeeek｣（2014年2月）、｢pride｣（2014年2月）、｢風｣（2014年7月）、｢ビリーヴ｣（2015年7月）、｢HEROES｣（2019年9月）、｢星影のエール｣（2020年9月）

## 活動について

### 作曲について
GReeeeN自身は4人共ボーカルであるため、バンドサウンド等はパソコン（HIDEはGarageBandを使用）を使用し、カラオケ状態で曲を収録している。HIDEのブログでは実兄のJINがパソコンを使って作曲している様子もうかがえる。ごく初期のHIDE、navi2人で活動していた時はJINのバンドの協力の下、2人がボーカルとして曲を収録していた時期もあった。当時の曲のスタイルはミクスチャー・ロックで、2人の趣味を反映した極めてハード&ヘヴィなものであった。SUBLIMEやSUGAR RAYなどの洋楽のミクスチャーも聴くようになったが、当時のHIDE、naviの2人は根がポップスである為、ミクスチャーを作っているつもりがポップスになってしまうとHIDEは発言している。
しかし、その中で2004年に92、SOHが加入し新生GReeeeNとなると、ロックなバンドサウンドやブレイクビーツ、ヒップホップ、レゲエ、J-POP等の多彩な4人の感性を融合させたGReeeeNミュージックが確立されてゆく。特にデビューシングルである「道」はGReeeeNミュージックを象徴する楽曲であり、ブレイクビーツとバンドサウンドの融合やピアノ、切ないメロディーと4人の声のハーモニーが重なり合ってできた楽曲である。
現在のGReeeeNの楽曲の中ではデビューシングルの「道」の作詞・作曲はHIDE名義、カップリングの「絆」は作詞HIDE、作曲JIN名義である。それ以外の楽曲は作詞・作曲共にGReeeeN名義となっている。しかしメンバーHIDEのブログで「アルバムを聞いて頂ければ、わかって頂けると思っているんですが、各曲にあった人が、リードボーカルをとるパターンとみんなごちゃ混ぜで歌う場合がありますが、〜」との発言もあるため、メンバーの誰が作詞作曲しているのかは定かではない。実際に「HIGH G.K LOW 〜ハジケロ〜」収録の「DREAM」や、アルバム『あっ、ども。おひさしぶりです。』収録の「SUN SHINE!!!」「またね。」「サヨナラから始めよう」、「扉」収録の「扉」等はnaviがリードボーカルを取っている。
自身の事柄をつづった曲を多数作曲していることでも知られ、主なところでは以下のものがある。またこれらの楽曲はメンバー1人1人が各パートをソロで歌っており、GReeeeNのメンバーの声の区分がはっきりしている。
- UNITY（3rdシングル『愛唄』収録）
- 東南西北 〜全員集合!!!!〜（6thシングル『旅立ち』収録）
- ボヨン科ボヨヨン歌 〜愉快な大人達〜 feat.2BACKKA&ユナイトバス
  - （2ndアルバム『あっ、ども。おひさしぶりです。』収録。2BACKKA、ユナイトバスとのフィーチャリングソング）
- 君想い（2ndアルバム『あっ、ども。おひさしぶりです』収録。）
- KARAKARA（25thシングル『SAKAMOTO』収録）

また、「ボヨン科〜」はGReeeeN初のフィーチャリングソングである（後に結成されたコラボレーショングループ・BAReeeeeeeeeeNを除く）。フィーチャリングしている2BACKKA、ユナイトバスとはGReeeeNがインディーズ時代に出演していたライブイベント「UNITY」からの親交である。

### 作詞について
GReeeeNは作曲と共に作詞も自身でしていることでも知られる。GReeeeNの詩で特徴的なのは「真っ直ぐ聞き手の心に訴えかけるメッセージ」である。またそれが前項で述べた「GReeeeNミュージック」の特徴となっている。
特に「人に伝えること」を突き詰めた結果としてのシンプルさがリスナーに共感できる形になっている。
メンバーのnaviは「人にはおのおのの状況や環境があるわけですけど、一番共感してもらえる形が、一番GReeeeNっぽいんじゃないかと思います。詞やメロディをコミュケーションとして使って、それが聴いてくれる人の状況とリンクして、反応をもらった時が、作り手として一番すごいと思える瞬間なんですよ。だからわかりやすく、ストレートで、聴く人が自分の状況と重ねあわすことのできるきっかけになる言葉がいいんじゃないかなと思います」とも発言している。また、リーダーHIDEの手紙から、作詞の一部単語を92が言っていることが判明。

## ディスコグラフィ
作品の詳細はリンク先の項目を参照のこと。

### シングル

#### CDシングル
|      | 発売日         | 曲名                              | 販売生産番号             | 順位 | 初回生産特典                                                                  | 名義    |
| ---- | -------------- | --------------------------------- | ------------------------ | ---- | ----------------------------------------------------------------------------- | ------- |
| 1st  | 2007年1月24日  | 道                                | UPCH-80001               | 39位 | 特製ステッカー封入                                                            | GReeeeN |
| 2nd  | 2007年3月28日  | HIGH G.K LOW 〜ハジケロ〜         | UPCH-80012               | 97位 |                                                                               | GReeeeN |
| 3rd  | 2007年5月16日  | 愛唄                              | UPCH-89007 UPCH-80019    | 2位  | スペシャル・ギフトパッケージ （便箋・封筒付特別ジャケット仕様）               | GReeeeN |
| 4th  | 2007年11月14日 | 人                                | UPCH-80048               | 8位  |                                                                               | GReeeeN |
| 5th  | 2008年1月16日  | BE FREE/涙空                      | UPCH-80059               | 6位  | 赤青どっちもオモテ スリーブケース                                             | GReeeeN |
| 6th  | 2008年3月5日   | 旅立ち                            | UPCH-80070               | 10位 | メンバー直筆メッセージ＆デザイン画付き                                        | GReeeeN |
| 7th  | 2008年5月28日  | キセキ                            | UPCH-89026 UPCH-80081    | 1位  | CD+DVD、スリーブケース仕様                                                    | GReeeeN |
| 8th  | 2008年12月3日  | 扉                                | UPCH-89039/40 UPCH-80099 | 2位  | クリスマス限定2シングルCDパッケージ、 GReeTINGカード付                        | GReeeeN |
| 9th  | 2009年1月28日  | 歩み                              | UPCH-89043 UPCH-80105    | 2位  | CD+DVD、スリーブケース仕様 先着特典：合格祈願「よし、行ってこい!!!」 エンピツ | GReeeeN |
| 10th | 2009年3月11日  | 刹那                              | UPCH-89050 UPCH-80115    | 4位  | CD+DVD、スリーブケース仕様                                                    | GReeeeN |
| 11th | 2009年5月27日  | 遥か                              | UPCH-89053 UPCH-80127    | 2位  | CD+DVD、スペシャルパッケージ                                                  | GReeeeN |
| 12th | 2011年6月22日  | 花唄                              | UPCH-89101 UPCH-80236    | 7位  | 初回限定盤/「花唄」MUSIC CLIP                                                 | GReeeeN |
| 13th | 2011年7月20日  | ソラシド                          | UPCH-89103 UPCH-80243    | 10位 | 初回限定盤/「ソラシド」MUSIC CLIP                                             | GReeeeN |
| 14th | 2011年11月16日 | 恋文〜ラブレター〜                | UPCH-89106 UPCH-80252    | 9位  | CD+DVD、スリーブケース仕様                                                    | GReeeeN |
| 15th | 2012年2月29日  | ミセナイナミダハ、きっといつか    | UPCH-89110 UPCH-80258    | 6位  | CD+DVD、絵本付き                                                              | GReeeeN |
| 16th | 2012年4月25日  | オレンジ                          | UPCH-89114 UPCH-80270    | 8位  | CD+DVD、透明スリーブケース仕様                                                | GReeeeN |
| 17th | 2012年5月30日  | OH!!!!迷惑!!!!                    | UPCH-89115 UPCH-80271    | 13位 | カップリング曲入りCD+DVD                                                      | GReeeeN |
| 18th | 2012年12月19日 | 雪の音                            | UPCH-89132 UPCH-80300    | 6位  | CD+DVD                                                                        | GReeeeN |
| 19th | 2013年2月27日  | 桜color                           | UPCH-89142 UPCH-80308    | 7位  | CD+DVD                                                                        | GReeeeN |
| 20th | 2013年4月17日  | イカロス                          | UPCH-89145 UPCH-80316    | 8位  | CD+DVD                                                                        | GReeeeN |
| 21st | 2013年5月15日  | HEROES                            | UPCH-89147 UPCH-89154    | 12位 | CD+DVD                                                                        | GReeeeN |
| 22nd | 2013年8月21日  | 愛し君へ                          | UPCH-89160 UPCH-80341    | 14位 | CD+DVD                                                                        | GReeeeN |
| 23rd | 2013年11月27日 | 僕らの物語                        | UPCH-89164 UPCH-80349    | 16位 | CD+DVD                                                                        | GReeeeN |
| 24th | 2014年3月19日  | 愛すべき明日、一瞬と一生を        | UPCH-89170 UPCH-80361    | 8位  | CD+DVD                                                                        | GReeeeN |
| 25th | 2015年8月19日  | SAKAMOTO                          | UPCH-7050 UPCH-5856      | 35位 | CD+DVD                                                                        | GReeeeN |
| 26th | 2016年2月24日  | 夢                                | UPCH-7054 UPCH-5857      | 22位 | CD+DVD                                                                        | GReeeeN |
| 27th | 2016年3月30日  | 始まりの唄                        | UPCH-7136 UPCH-5873      | 27位 | CD+DVD                                                                        | GReeeeN |
| 28th | 2016年7月27日  | beautiful days                    | UPCH-7169 UPCH-5882      | 43位 | CD+DVD                                                                        | GReeeeN |
| 29th | 2016年12月7日  | 暁の君に                          | UPCH-7215 UPCH-5892      | 36位 | CD+DVD                                                                        | GReeeeN |
| 30th | 2017年5月24日  | テトテとテントテン with whiteeeen | UPCH-7259 UPCH-5908      | 25位 | CD+DVD                                                                        | GReeeeN |
| 31st | 2018年2月7日   | ハロー カゲロウ                   | UPCH-7345 UPCH-5919      | 14位 | CD+DVD                                                                        | GReeeeN |
| 32nd | 2018年10月31日 | 贈る言葉                          | UPCH-7460 UPCH-5953      | 18位 | CD+DVD                                                                        | GReeeeN |
| 33rd | 2019年1月23日  | 約束×No title                     | UPCH-7475 UPCH-5955      | 22位 | CD+DVD                                                                        | GReeeeN |
| 34th | 2020年6月24日  | 星影のエール                      | UPCH-7563 UPCH-5971      | 5位  | CD、ハードカバーケース仕様                                                    | GReeeeN |
| 35th | 2021年9月8日   | アカリ                            | UPCH-7600 UPCH-7599      | 12位 | CD＋絆創膏スリーブケース仕様                                                  | GReeeeN |

#### 配信限定シングル
|      | 配信日         | 曲名                         | 規格                   | 備考                                                                                             | 順位 |
| ---- | -------------- | ---------------------------- | ---------------------- | ------------------------------------------------------------------------------------------------ | ---- |
| 1st  | 2011年5月6日   | Green boys                   | デジタル・ダウンロード | 震災復興プロジェクト「Green boys Project」の一環で、 同年9月30日までの期間限定で無料配信された。 | -    |
| 2nd  | 2013年3月13日  | BEST FRIEND                  | デジタル・ダウンロード | GReeeeN初の配信限定シングルとなった。                                                            | 1位  |
| 3rd  | 2013年4月24日  | あいうえおんがく♬            | デジタル・ダウンロード | 配信限定シングル                                                                                 | -    |
| 4th  | 2013年6月12日  | Cooking彼氏                  | デジタル・ダウンロード | 5thアルバム『いいね!(´・ω・｀)☆』からの先行配信シングル。                                        | -    |
| 5th  | 2014年5月14日  | 風                           | デジタル・ダウンロード | アルバムに先駆けた配信限定シングル。                                                             | 1位  |
| 6th  | 2015年2月18日  | OHA☆YOU                      | デジタル・ダウンロード | 新曲3週連続緊急リリースと題した第1弾                                                             | 3位  |
| 7th  | 2015年2月25日  | ビリーヴ                     | デジタル・ダウンロード | 新曲3週連続緊急リリースと題した第2弾                                                             | 1位  |
| 8th  | 2015年3月4日   | タンポポ                     | デジタル・ダウンロード | 新曲3週連続緊急リリースと題した第3弾                                                             | 2位  |
| 9th  | 2015年4月1日   | ユメノート                   | デジタル・ダウンロード | 日本歯科医師会のホームページにて限定公開                                                         | -    |
| 10th | 2015年6月10日  | 夏の音                       | デジタル・ダウンロード | アルバムに先駆けた配信限定シングル。                                                             | -    |
| 11th | 2016年8月3日   | 遠くの空 指さすんだ          | デジタル・ダウンロード | アルバムに先駆けた配信限定シングル。                                                             | -    |
| 12th | 2016年11月2日  | あるいテコテコ               | デジタル・ダウンロード |                                                                                                  | -    |
| 13th | 2017年1月18日  | ソビト                       | デジタル・ダウンロード | アルバムに先駆けて配信。                                                                         | -    |
| 14th | 2018年3月28日  | 恋                           | デジタル・ダウンロード | アルバムに先駆けて配信。                                                                         | -    |
| 15th | 2019年1月9日   | 一緒にいこう                 | デジタル・ダウンロード |                                                                                                  | -    |
| 16th | 2019年4月10日  | ミドリイロ                   | デジタル・ダウンロード |                                                                                                  | -    |
| 17th | 2019年4月17日  | ノスタルジア                 | デジタル・ダウンロード | 2週連続となるリリース。                                                                          | -    |
| 18th | 2019年9月11日  | アイノカタチ                 | デジタル・ダウンロード | MISIAのセルフカバー曲。                                                                          | -    |
| 19th | 2020年5月11日  | 星影のエール                 | デジタル・ダウンロード |                                                                                                  | 1位  |
| 20th | 2020年11月27日 | ゆらゆら                     | デジタル・ダウンロード | アルバムに先駆けて配信。                                                                         | -    |
| 21st | 2020年12月11日 | おまじない                   | デジタル・ダウンロード | アルバムに先駆けて配信。                                                                         | -    |
| 22nd | 2020年12月25日 | 相思相愛                     | デジタル・ダウンロード | アルバムに先駆けて配信。                                                                         | -    |
| 23rd | 2021年3月4日   | 蕾                           | デジタル・ダウンロード |                                                                                                  | -    |
| 24th | 2021年5月26日  | たけてん                     | デジタル・ダウンロード |                                                                                                  | -    |
| 25th | 2021年7月26日  | アカリ                       | デジタル・ダウンロード |                                                                                                  | 2位  |
| 26th | 2021年9月20日  | lemonade                     | デジタル・ダウンロード |                                                                                                  | -    |
| 27th | 2022年2月23日  | 流星のカケラ                 | デジタル・ダウンロード |                                                                                                  | -    |
| 28th | 2022年5月16日  | 自分革命                     | デジタル・ダウンロード |                                                                                                  | -    |
| 29th | 2022年8月19日  | 味方                         | デジタル・ダウンロード |                                                                                                  | -    |
| 30th | 2022年9月9日   | バケモノ                     | デジタル・ダウンロード |                                                                                                  | -    |
| 31st | 2023年1月25日  | ジュブナイル                 | デジタル・ダウンロード |                                                                                                  | -    |
| 32nd | 2023年3月29日  | グリンピース                 | デジタル・ダウンロード |                                                                                                  | -    |
| 33rd | 2023年4月29日  | What the "XXXX"              | デジタル・ダウンロード |                                                                                                  |      |
| 34th | 2023年5月9日   | LIFE                         | デジタル・ダウンロード |                                                                                                  |      |
| 35th | 2023年6月23日  | WONDERFUL                    | デジタル・ダウンロード |                                                                                                  |      |
| 36th | 2023年7月29日  | 勿忘草                       | デジタル・ダウンロード |                                                                                                  |      |
| 37th | 2023年11月3日  | ひらり                       | デジタル・ダウンロード | GReeeeN名義では最後となる配信限定シングル。                                                      |      |
| 38th | 2024年5月29日  | 愛唄 Studio Live Ver.        | デジタル・ダウンロード | GRe4N BOYZ名義では初となる配信限定シングル。 改名発表時に歌唱した「愛唄」のパフォーマンス音源。  |      |
| 39th | 2024年6月5日   | 閃光ハヤブサ                 | デジタル・ダウンロード |                                                                                                  |      |
| 40th | 2024年9月2日   | ゼロ年目からのバインダー     | デジタル・ダウンロード |                                                                                                  |      |
| 41st | 2024年10月5日  | 少年                         | デジタル・ダウンロード |                                                                                                  |      |
| 42nd | 2025年3月19日  | スピード                     | デジタル・ダウンロード |                                                                                                  |      |
| 43rd | 2025年4月6日   | 天使と悪魔                   | デジタル・ダウンロード |                                                                                                  |      |
| 44th | 2025年6月30日  | アイノカタチ GRe4N BOYZ Ver. | デジタル・ダウンロード |                                                                                                  |      |
| 45th | 2025年7月9日   | アカキ群青                   | デジタル・ダウンロード |                                                                                                  |      |

#### 先行配信曲
| 配信日         | 曲名                                   | 備考                                                                                                  | 順位 |
| -------------- | -------------------------------------- | --- | ---- |
| 2011年5月25日  | every                                  | 初の先行配信曲。花唄に先駆けて配信。                                                                  | -    |
| 2012年6月13日  | weeeek（NEWSのセルフカバー曲）         | 4th アルバムの先行配信曲。                                                                            | -    |
| 2013年1月23日  | 陽の光                                 | 桜colorに先駆けて先行配信。                                                                           | -    |
| 2014年2月12日  | 卒業の唄〜アリガトウは何度も言わせて〜 | 愛すべき明日、一瞬と一生をに先駆けて先行配信。                                                        | -    |
| 2015年7月29日  | KARAKARA                               | SAKAMOTOに先駆けて先行配信。                                                                          | -    |
| 2016年11月18日 | eeeeveryday                            | Magicaのキャンペーンソングとして2017年1月20日まで配信。暁の君にのカップリング曲として収録されている。 | -    |

### コラボレーション作品
|     | ユニット名                      | 発売日        | 曲名                        | 販売生産番号 | 順位 | 初回生産特典                                                     |
| --- | ------------------------------- | ------------- | --------------------------- | ------------ | ---- | ---------------------------------------------------------------- |
| 1st | BAReeeeeeeeeeN                  | 2008年10月1日 | 足跡                        | CTCR-40262   | 7位  | 「バリン君」のステッカー（全5色ランダム封入）、Special Flash待受 |
| 2nd | グッキー （GReeeeN×ベッキー♪♯） | 2011年3月2日  | GOOD LUCKY!!!!!             | UPCH-80221   | 12位 | CD＋DVD                                                          |
| 3rd | 遊助（遊助×GReeeeN）            | 2016年2月3日  | 君ドリーム 遊turing GReeeeN |              |      |                                                                  |

### メンバーの参加作品
| アーティスト                          | 発売日                                             | 曲名                               | 備考                                                                                   |
| ------------------------------------- | -------------------------------------------------- | ---------------------------------- | -------------------------------------------------------------------------------------- |
| A.F.R.O×HIDE（GReeeeN）               | 2014年4月9日（配信限定） ※CDの発売は2014年4月30日  | 記念日 with HIDE from GReeeeN      | 配信限定曲。A.F.R.Oのアフロより愛をこめての7曲目に収録されている。                     |
| MISIA feat. HIDE（GReeeeN）           | 2018年7月31日（先行配信） ※CDの発売は2018年8月22日 | アイノカタチ feat. HIDE（GReeeeN） | 配信サイトにて2018年7月31日に先行配信。                                                |
| 西田敏行 箭内夢菜 成瀬瑛美 GRe4N BOYZ | 2024年5月25日（公開日）                            | 采女ドンドコ                       | 郡山うねめまつり公式エンディングテーマソング。GRe4N BOYZがラップパートを担当している。 |
| Tak Matsumoto                         | 2024年8月28日(アルバム発売日)                      | 木蘭の涙 featuring GRe4N BOYZ      | スターダストレビューのカバー曲。松本孝弘のTHE HIT PARADE IIに収録されている。          |
| GLAY                                  | 2024年10月9日                                      | Back Home With Mrs.Snowman         | HIDEがコーラスに参加。GLAYのオリジナルアルバム『Back To The Pops』に収録されている。   |
| TERU（GLAY）                          | 2025年7月23日（配信限定）                          | ワッショイはこだて                 | HIDEがコーラスに参加。GLAYのTERUが「函館港まつり」を盛り上げるために書き下ろした楽曲。 |

### アルバム

#### オリジナルアルバム
|      | 発売日          | タイトル | 販売生産番号 | 順位 | 初回生産特典 | 名義       |
| ---- | --------------- | --- | --- | ---- | --- | ---------- |
| 1st  | 2007年 6月27日  | あっ、ども。はじめまして。 | UPCH-20029（通常盤） | 2位  | スリーブケース仕様 | GReeeeN    |
| 2nd  | 2008年 6月25日  | あっ、ども。おひさしぶりです。 | UPCH-29014（初回盤） UPCH-29015（期間限定盤） UPCH-20091（通常盤）                                                                                       | 1位  | 売切御免!学生向け めちゃ得商品（CD+DVD） CD+DVD                                                                                 | GReeeeN    |
| 3rd  | 2009年 6月10日  | 塩、コショウ | UPCH-29030（初回盤A） UPCH-29031（初回盤B） UPCH-20160（通常盤）                                                                                         | 1位  | 初回限定盤A-PV盤-（CD+DVD） 初回限定盤B-キセキ盤-（CDのみ）                                                                     | GReeeeN    |
| 4th  | 2012年 6月27日  | 歌うたいが歌うたいに来て 歌うたえと言うが 歌うたいが歌うたうだけうたい切れば 歌うたうけれども 歌うたいだけ 歌うたい切れないから 歌うたわぬ!? | UPCH-29081（友達一緒にパック） UPCH-29082（OH!!!!豪華!!!!初回盤） UPCH-29083（初回盤A） UPCH-29084（初回盤B） UPCH-29085（初回盤C） UPCH-20280（通常盤） | 2位  | 友達一緒にパック（初回盤A+B+C） OH!!!!豪華!!!!初回盤（CD+Blu-ray） 初回盤A（CD+DVD+復習盤） 初回盤B（CD+DVD） 初回盤C（CD+DVD） | GReeeeN    |
| 5th  | 2013年 6月19日  | いいね!(´・ω・｀)☆ | UPCH-29146（初回盤A） UPCH-29147（初回盤B） PRON-1901（ファミリーマート限定盤） UPCH-20318（通常盤）                                                     | 3位  | 初回盤A（CD+DVD+復習盤） 初回盤B (CD+DVD) ファミリーマート限定盤（CD+タオル）                                                   | GReeeeN    |
| 6th  | 2014年 8月6日   | 今から親指が消える手品しまーす。 | UMCK-9692（初回盤A） UMCK-9690（初回盤B） UMCK-9691（初回盤C） UMCK-1488（通常盤）                                                                       | 2位  | 初回盤A（CD+DVD+ポストカード14種） 初回盤B（CD+DVD+復習盤） 初回盤C（CD+DVD）                                                   | GReeeeN    |
| 7th  | 2016年 9月14日  | 縁 | UPCH-7181（初回盤A） UPCH-7182（初回盤B） UPCH-2095（通常盤）                                                                                            | 4位  | 初回盤A（CD+DVD+ボーナストラック+オリジナル湯呑み） 初回盤B（CD+DVD+ボーナストラック）                                          | GReeeeN    |
| 8th  | 2018年 4月11日  | うれD | UPCH-7400（初回盤A） UPCH-7401（初回盤B） UPCH-2153（通常盤）                                                                                            | 3位  | 初回盤A（CD+DVD+オリジナルVRスコープ） 初回盤B（CD+DVD）                                                                        | GReeeeN    |
| 9th  | 2019年 9月25日  | 第九 | UPCH-7514（初回盤A） UPCH-7515（初回盤B） UPCH-2192（通常盤）                                                                                            | 8位  | 初回盤A （CD+DVD+オリジナルポータブルCDプレイヤー） 初回盤B （CD+DVD）                                                          | GReeeeN    |
| 10th | 2021年 1月6日   | ボクたちの電光石火 | UPCH-7576（初回盤） UPCH-2212（通常盤） | 5位  | 初回盤（CD+アクリルオーナメント）                                                                                               | GReeeeN    |
| 11th | 2021年 12月22日 | ベイビートゥース | UPCH-7607（初回盤） UPCH-2238（通常盤） PDCJ-1133（ユニバーサルミュージックストア限定盤）                                                                | 12位 | 初回盤（CD+DVD） ユニバーサルミュージックストア限定盤（CD+DVD）                                                                 | GReeeeN    |
| 12th | 2022年 12月21日 | ロッキンビーツ | UPCH-7637（初回盤） UPCH-2252（通常盤） | 17位 | 初回盤（CD+アクリルオーナメント）                                                                                               | GReeeeN    |
| 13th | 2024年 11月20日 | あっ、ども。あらためまして。 | UPCH-7691（初回盤） D2CJ-7641（FC限定盤） UPCH-2270（通常盤）                                                                                            | 13位 | FC限定盤（2CD+グッズ） 初回限定盤（2CD）                                                                                        | GRe4N BOYZ |

#### ベストアルバム
|     | 発売日         | タイトル                           | 販売生産番号 | 順位 | 初回生産特典                                            |
| --- | -------------- | ---------------------------------- | --- | ---- | ------------------------------------------------------- |
| 1st | 2009年11月25日 | いままでのA面、B面ですと!?         | UPCH-29040（限定盤） UPCH-20178（通常盤）                                                                                              | 1位  | 完全数量限定盤 「Super DEST!? BOX」                     |
| 2nd | 2015年6月24日  | C、Dですと!?                       | UPCH-7022（ライブとか楽しむグッズ付盤） UPCH-7023（観て聴いて楽しむ盤） UPCH-7024/5（たっぷり聴く！お得盤） UPCH-7029（1枚で楽しむ盤） | 2位  | 2CD+DVD+ヌネットGReeeeNオリジナルサングラス 2CD+DVD 2CD |
| 3rd | 2017年1月24日  | ALL SINGLeeeeS 〜& New Beginning〜 | UPCH-7222（初回限定盤） UPCH-2112/3（通常盤）                                                                                          | 1位  | 2CD+2DVD                                                |

### デジタルアルバム
| 発売日         | タイトル             | 順位 | 備考 |
| -------------- | -------------------- | ---- | ---- |
| 2023年11月23日 | To all sports lovers |      |      |

#### 企画アルバム
| 発売日         | タイトル              | 販売生産番号 | 順位 | 初回生産特典                                                                                                 |
| -------------- | --------------------- | --- | ---- | --- |
| 2010年 5月26日 | AB DEST!? TOUR!? 2010 | UPCH-29048（初回盤A） UPCH-29045/7（初回盤B） UPCH-20195（通常盤）[DOME盤] UPCH-20196（通常盤）[STADIUM盤] UPCH-20197（通常盤）[SHIBUYA盤] | 10位 | 完全数量限定!SUPERツアートラック版、限定グッズ付き（初回盤Aのみ） （ツアータオル・リストバンド・ピンバッジ） |

### その他
| アーティスト        | 発表日         | 曲名                          | 備考                              |
| ------------------- | -------------- | ----------------------------- | --------------------------------- |
| GReeeeN             | 2012年6月27日  | ソラシド (High speed remix)   | 4枚目のアルバムのiTunesの予約特典 |
| GReeeeN             | 2013年8月9日   | この地へ〜                    |                                   |
| GReeeeN             | 2015年12月16日 | FACE                          | globe FACEのカバー曲              |
| GReeeeN×歌姫アン    | 2017年4月29日  | PHANTOM 〜約束〜              |                                   |
| GReeeeN             | 2018年3月9日   | 逢い言葉                      |                                   |
| GReeeeN             | 2018年8月22日  | フリスキュー                  |                                   |
| GReeeeN             | 2023年11月1日  | 海になれたら                  | 坂本洋子のカバー曲                |
| GRe4N BOYZ          | 2024年5月15日  | SEVEN DAYS WAR                | TM NETWORKのカバー曲              |
| 松本孝弘 GRe4N BOYZ | 2024年8月28日  | 木蘭の涙 featuring GRe4N BOYZ | スターダストレビューのカバー曲    |
| GRe4N BOYZ          | 2025年4月16日  | 星くずのダンス・ホール        | 鈴木雅之のカバー曲                |

### 楽曲提供
| 発売日                                 | 歌手名              | 楽曲名                            | 初出CD                  | 販売生産番号 | 順位 | 提供内容                  |
| -------------------------------------- | ------------------- | --------------------------------- | ----------------------- | --- | ---- | ------------------------- |
| 2007年11月7日                          | NEWS                | weeeek                            | weeeek                  | JECN-0147（初回限定盤） JECN-0148（通常盤） | 1位  | 作詞・作曲                |
| 2011年6月15日                          | ベッキー♪♯          | 風のしらべ                        | 風のしらべ              | TOCT-40340（初回限定盤） TOCT-40341（通常盤） | 13位 | 作曲                      |
| 2012年10月31日                         | AAA                 | 虹                                | 虹                      | AVCD-48581（ジャケットA） AVCD-48582（ジャケットB） AVC1-48583（mu-mo盤） | 3位  | 作詞・作曲                |
| 2015年3月11日                          | whiteeeen           | 愛唄〜since2007〜                 | 愛唄~since2007~         | UMCK-5559 | 16位 | 作詞・作曲                |
| 2015年8月5日 （配信は2015年7月1日）    | whiteeeen           | ポケット                          | ポケット                | UPCH-5848 | -    | 作詞・作曲                |
| 2016年8月17日                          | whiteeeen           | キセキ〜未来へ〜                  | キセキ~未来へ~          | UPCH-5883 | 42位 | 作詞・作曲                |
| 2016年12月14日 （配信は2016年12月7日） | whiteeeen           | ゼロ恋                            | ゼロ恋                  | UPCH-7120（初回限定盤） UPCH-2072(通常盤) | -    | 作曲                      |
| 2017年3月22日                          | NEWS                | U R not alone                     | NEVERLAND               | JECN-0479/80（初回盤） JECN-0481（通常盤） | 1位  | 作詞・作曲                |
| 2017年7月2日                           | 氷川きよし          | 碧し                              | 演歌名曲コレクション6   | COZP-1394-5（初回限定盤） COCP-40236（通常盤） | 5位  | 作詞・作曲                |
| 2017年5月17日                          | whiteeeen           | テトテ with GReeeeN               | テトテ with GReeeeN     | UPCH-7263 | 39位 | 作詞・作曲                |
| 2018年4月4日                           | ゆず                | イコール                          | BIG YELL                | SNCC-86932（初回限定盤） SNCC-86933（通常盤） PPTF-8113（ファンクラブ盤） | 2位  | 作詞・作曲 ※ゆずとの合同  |
| 2018年8月22日                          | MISIA               | アイノカタチ feat. HIDE (GReeeeN) | アイノカタチ feat. HIDE | BVCL-897 | 15位 | 作詞・作曲                |
| 2019年3月20日                          | みゆはん            | ストラト                          | 闇鍋                    | VIZL-1567(完全生産限定盤) VIZL-1568（生産限定盤） | -    | 作詞・作曲                |
| 2021年2月24日                          | ももいろクローバーZ | 背番号                            | 田中将大                | KICS-3983 | 7位  | 作詞・作曲                |
| 2020年3月4日                           | 増田貴久(NEWS)      | 戀                                | STORY                   | JECN-0580/1（初回盤） JECN-0582（通常盤） | 1位  | 作詞・作曲                |
| 2020年9月16日 (配信)                   | MISIA               | 好いとっと                        |                         | |      | 作曲                      |
| 2021年11月10日                         | TOMORROW X TOGETHER | Ito                               | Chaotic Wonderland      | TYCT-69216(初回盤A) TYCT-6921(初回盤B) TYCT-69218 (通常盤) PROV-1016(TOMORROW X TOGETHER Weverse Shop JAPAN限定盤) PDCV-1140(UNIVERSAL MUSIC STORE限定盤)                                                                   | 1位  | 作詞・作曲                |
| 2022年6月15日                          | NEWS                | 三銃士                            | LOSER/三銃士            | JECN-0679/80（初回“LOSER”盤（CD+Blu-ray）） JECN-0681/2（初回“LOSER”盤（CD+DVD）） JECN-0683/4（初回“三銃士”盤（CD+Blu-ray）） JECN-0685/6（初回“三銃士”盤（CD+DVD）） JECN-0687 (通常盤（初回プレス）) JECN-0688（通常盤） | 1位  | 作詞・作曲                |
| 2023年6月23日                          | 神谷浩史+小野大輔   | ＝、U&ME                          | ＝                      | QECD-0024 | -    | 作詞・作曲                |
| 2023年8月9日                           | NEWS                | 劇伴                              | NEWS EXPO               | JECN-0759/0766(初回盤A) JECN-0767/0774(初回盤B) JECN-0775/0776(通常版) | 1位  | 作詞・作曲                |
| 2024年3月27日                          | 鈴木雅之            | Ultra Snazzy Blues                | Snazzy                  | ESCL 5935-36 ESCL 5937 |      | 作詞 ※作曲は松本孝弘(B'z) |
| 2024年4月7日                           | 肉チョモランマ      | ピポ                              | 怪獣                    | - | -    | 作詞・作曲                |
| 2024年8月28日                          | 望海風斗            | ミチシルベ                        | 笑顔の場所              | PCCA-06314 | 14位 | 作詞・作曲                |
| 2025年2月12日                          | 増田貴久            | 物語                              | 喜怒哀楽                | JCCN-0872/3(初回盤A CD+BD) JCCN-0874/5(初回盤A CD+DVD) JCCN-0876/8(初回盤B 2CD+BD) JCCN-0879/81(初回盤B 2CD+DVD) JCCN-0882(通常版)                                                                                          | 1位  | 作詞・作曲                |
| 2025年5月31日 (配信)                   | 山崎育三郎          | 春駆ける                          |                         | |      | 作詞・作曲                |
| 2025年7月19日(配信)                    | MIGOPPER!           | ウタウタイ                        |                         | |      | 作詞・作曲                |

### プロデュース楽曲
| 発売日                             | アーティスト | 曲名         | 備考                       |
| ---------------------------------- | ------------ | ------------ | -------------------------- |
| 2021年6月9日 (配信は2021年5月26日) | 稲垣来泉     | イメージの詩 | 『漁港の肉子ちゃん』主題歌 |

### DVD作品
| 発売日         | アルバム名                                          | 販売生産番号                    | 初回生産特典 |
| -------------- | --------------------------------------------------- | ------------------------------- | ------------ |
| 2009年12月9日  | これ、PVでSHOWっ!!??                                | UPBH-20043                      | なし         |
| 2012年12月31日 | 『緑一色歌合戦』の思ひ出〜2012年6月27日 NHKホール〜 | PDBN-1901（ファンクラブ限定版） |              |

### 映画
| 公開日        | 作品名                                                                     | 監督     | 配給 | 備考                            |
| ------------- | -------------------------------------------------------------------------- | -------- | ---- | ------------------------------- |
| 2017年1月28日 | キセキ -あの日のソビト-                                                    | 兼重淳   | 東映 |                                 |
| 2019年1月25日 | 愛唄 -約束のナクヒト-                                                      | 川村泰祐 | 東映 | 脚本に参加                      |
| 2021年3月18日 | GReeeeN初告白 東日本大震災5年にHIDEが語っていたこと ディレクターズカット版 | 武石浩明 | TBS  | TBSドキュメンタリー映画祭で公開 |

### 舞台
| 公演日                 | 公演名                          | 会場                                                     |
| ---------------------- | ------------------------------- | -------------------------------------------------------- |
| 2021年10月 - 11月      | 音楽劇｢キセキ -あの日のソビト-｣ | 紀伊國屋サザンシアター TAKASHIMAYA COOL JAPAN PARK OSAKA |
| 2025年7月31日 - 8月4日 | 舞台｢それってキセキ｣            | シアター1010                                             |

### ゲーム
| 発売日        | ゲーム名                         | 対応機種       | 販売生産番号                                                          | 数量限定特典                     |
| ------------- | -------------------------------- | -------------- | --------------------------------------------------------------------- | -------------------------------- |
| 2010年 4月1日 | HUDSON×GReeeeN ライブ!? DeeeeS!? | ニンテンドーDS | ソフト単品版 ASIN:B0032Z7QU2 ニンテンドーDSソフト同梱 ASIN:B0034AZSXC | 「旅人」 ミュージッククリップDVD |

### 書籍
| 発売日         | 書籍名                                     | 著者     | 発行         |
| -------------- | ------------------------------------------ | -------- | ------------ |
| 2014年6月15日  | アナタへの手紙〜父と母へ〜                 | GReeeeN  | TOブックス   |
| 2016年3月11日  | それってキセキ〜GReeeeNの物語〜            | 小松成美 | KADOKAWA     |
| 2017年1月6日   | キセキ -あの日のソビト-                    | 小林雄次 | 朝日新聞出版 |
| 2018年12月7日  | 愛唄 -約束のナクヒト-                      | 小林雄次 | 朝日新聞出版 |
| 2022年12月15日 | それってキセキ〜GReeeeNの物語〜 増補完全版 | 小松成美 | 双葉社       |

### 参加作品
| 発売日         | タイトル                                                       | 収録曲                                              |
| -------------- | -------------------------------------------------------------- | --------------------------------------------------- |
| 2007年12月5日  | アイのうた                                                     | 「愛唄」                                            |
| 2008年2月20日  | Sundy Fun-Picnic                                               | 「道」                                              |
| 2008年3月12日  | sakura songs II                                                | 「NEW LIFE」                                        |
| 2008年3月12日  | DRIVIN' J-POP for LOVE & JOY                                   | 「道」                                              |
| 2008年3月12日  | ナツウタ                                                       | 「HIGH G.K LOW 〜ハジケロ〜」                       |
| 2008年11月26日 | アイのうた2                                                    | 「キセキ」                                          |
| 2008年12月3日  | アイのうた オルゴール                                          | 「キセキ」                                          |
| 2009年1月21日  | モバ♥うた                                                      | 「愛唄」                                            |
| 2009年5月20日  | いちばん大切なキミへ贈るうた〜恋人へ〜                         | 「君想い」                                          |
| 2009年5月20日  | きみのミカタ-歩み続けるきみへ-                                 | 「道」                                              |
| 2009年6月17日  | アイのうた DVD                                                 | 「愛唄」                                            |
| 2009年12月16日 | アイのうた3                                                    | 「遥か」                                            |
| 2011年12月21日 | アイのうた4                                                    | 「花唄」                                            |
| 2012年12月5日  | アイのうた5                                                    | 「恋文〜ラブレター〜」                              |
| 2013年6月26日  | 福岡ソフトバンクホークス                                       | 「陽の光」                                          |
| 2013年6月26日  | 選手登場曲&ベストセレクション 2013                             | 「陽の光」                                          |
| 2013年7月10日  | 阪神タイガース 選手登場曲 2013 猛虎の出囃子                    | 「GOOD LUCKY!!!!!（GReeeeN×ベッキー♪#）             |
| 2013年7月10日  | 阪神タイガース 選手登場曲 2013 猛虎の出囃子                    | 「every」                                           |
| 2013年9月18日  | 大切な人と聴きたい15のラブソング                               | 「キセキ」                                          |
| 2013年11月20日 | アイのうた6                                                    | 「雪の音」                                          |
| 2014年4月30日  | アフロより愛をこめて                                           | 「記念日 with HIDE from GReeeeN」                   |
| 2014年12月17日 | アイのうた 〜ALL TIME BEST〜                                   | 「キセキ」                                          |
| 2015年12月16日 | #globe20th -SPECIAL COVER BEST-                                | 「FACE」                                            |
| 2016年2月3日   | 遊情BEST                                                       | 「君ドリーム 遊turing GReeeeN」（上地雄輔×GReeeeN） |
| 2017年5月17日  | テトテ with GReeeeN                                            | 「テトテ with GReeeeN」                             |
| 2019年2月6日   | いないいないばあっ! ポポポポポーズ                             | 「ポポポポポーズ」                                  |
| 2021年6月9日   | 劇場アニメ映画『漁港の肉子ちゃん』オリジナル・サウンドトラック | 「たけてん」                                        |
| 2023年11月1日  | スタジオジブリトリビュートアルバム「ジブリをうたう」           | 「海になれたら」                                    |
| 2024年5月15日  | TM NETWORK TRIBUTE ALBUM -40th CELEBRATION-                    | 「SEVEN DAYS WAR」                                  |
| 2024年5月25日  |                                                                | 「采女ドンドコ」                                    |
| 2024年8月28日  | 「THE HIT PARADE II」                                          | 「木蘭の涙 featuring GRe4N BOYZ」                   |

## ミュージックビデオ

### ミュージックビデオ
| 制作年 | 曲名 |
| ------ | --- |
| 2007年 | 「道」「HIGH G.K LOW 〜ハジケロ〜」「愛唄」「人」                                                                       |
| 2008年 | 「BE FREE」「涙空」「旅立ち」「キセキ」「足跡」「扉」                                                                   |
| 2009年 | 「歩み」「刹那」「遥か」                                                                                                |
| 2010年 | 「旅人」 |
| 2011年 | 「GOOD LUCKY!!!!!」「Green boys」「花唄」「ソラシド」「恋文〜ラブレター〜」                                             |
| 2012年 | 「ミセナイナミダハ、きっといつか」「オレンジ」「OH!!!!迷惑!!!!」「雪の音」                                              |
| 2013年 | 「桜color」「イカロス」「HEROES」「あいうえおんがく♬」「愛し君へ」「僕らの物語」                                        |
| 2014年 | 「愛すべき明日、一瞬と一生を」「風」「忍」「あの日のオレンジ」                                                          |
| 2015年 | 「タンポポ」「Green boys」「pride」「ビリーヴ」「夏の音」「KARAKARA」「SAKAMOTO」「愛唄」                               |
| 2016年 | 「夢」「始まりの唄」「beautiful days」「暁の君に」「eeeeveryday」                                                       |
| 2017年 | 「ソビト」「キミマツ」「遠くの空 指さすんだ」「遥か」「テトテとテントテン with whiteeeen」                              |
| 2018年 | 「ハローカゲロウ」「アリアリガトウ」「恋」「贈る言葉」                                                                  |
| 2019年 | 「約束×No title」「ミドリイロ」「ノスタルジア」「U R not alone」「アイノカタチ」「2/7の順序なき純情」                   |
| 2020年 | 「星影のエール」「ゆらゆら」「おまじない」「相思相愛」                                                                  |
| 2021年 | 「蕾(TBS)」「たけてん」「lemonade」「SUGEEYABEE」                                                                       |
| 2022年 | 「蕾 -Orchestra ver.-(TBS)」「流星のカケラ」「自分革命」「自分革命」「味方(東映)」「味方」「バケモノ」「SONG 4 U」      |
| 2023年 | 「ジュブナイル」「蕾 -Orchestra ver.-(TBS)」「グリーンピース」「what the "XXXX"」「LIFE」「勿忘草」「ひらり」「ひらり」 |
| 2024年 | 「閃光ハヤブサ」「ゼロ年目からのバインダー(郡山市)」「少年」                                                            |
| 2025年 | 「シオン」「スピード(KEIRIN)」「キセキ(ONE PIECE)」「天使と悪魔」                                                       |

### リリックビデオ
| 制作年 | 曲名                                                                             |
| ------ | -------------------------------------------------------------------------------- |
| 2016年 | 「暁の君に」                                                                     |
| 2019年 | 「約束×No title」                                                                |
| 2020年 | 「星影のエール」                                                                 |
| 2021年 | 「電光石火」「蕾」「たけてん」「アカリ」「lemonade」「from」「クリスマスの夜に」 |
| 2022年 | 「流星のカケラ」「自分革命」「愛し君へ〜ESSENTIAL ver.〜」                       |
| 2023年 | 「ひらり」                                                                       |
| 2025年 | 「スピード」「アイノカタチ」                                                     |

## タイアップ
| 初回起用年 | 曲名                                                       | タイアップ |
| ---------- | ---------------------------------------------------------- | --- |
| 2007年     | 道                                                         | - TBS系『CDTV』2007年1月度オープニングテーマ - TBS系『世界・ふしぎ発見!』エンディングテーマ - モイジャパン美容専門学校南東北3県TVCMソング - SUBARU『XV』CMソング - BS日テレ『キズナのチカラ』エンディングテーマ - 東北楽天ゴールデンイーグルス 美馬学選手 登場曲 - 福岡ソフトバンクホークス 上林誠知選手 登場曲 - 千葉ロッテマリーンズ 田中英祐選手 登場曲 - 北海道日本ハムファイターズ・テキサス・レンジャーズ ダルビッシュ有選手（現・シカゴ・カブス） 登場曲 |
| 2007年     | 絆                                                         | - MBS・GAORA「第79回選抜高等学校野球大会」オープニングテーマ |
| 2007年     | HIGH G.K LOW 〜ハジケロ〜                                  | - コカ・コーラ『スプライト』CMソング - TBS系『ネプ理科』エンディングテーマ - 日本テレビ系『くちコミ☆ジョニー!』オープニングテーマ |
| 2007年     | 愛唄                                                       | - 日本テレビ系『歌スタ!!』2007年5月度エンディングテーマ - テレビ愛知『a-ha-N varie』2007年6月度エンディングテーマ - フジテレビ系『志村けんのだいじょうぶだぁII』2007年7月度エンディングテーマ - ホーユー『Beauteen』CMソング - TBS系ドラマ『ROOKIES』番組宣伝CMソング ※第1回放送時 - ダイドードリンコ『ダイドーブレンドコーヒー』『ダイドーデミタスコーヒー』CMソング - 福島中央テレビ『おやすみ天気』テーマソング - 明治製菓『果汁グミ』CMソング - comico×GReeeeN『GReeeeNマンガオーディション』 - 映画『ストロボ・エッジ』挿入歌 |
| 2007年     | Day by Day                                                 | - 福島テレビ『Lばんスーパーニュース』高校野球福島県大会（第89回全国高等学校野球選手権福島大会）テーマ曲（2007年） - ヒト・コミュニケーションズ企業「ヒトコムで、はじめよう・男性」篇・「ヒトコムで、はじめよう・女性」篇各CFイメージソング - ムラサキスポーツTVCM曲（東北エリア限定） |
| 2007年     | 手紙〜君たちへ〜                                           | - NHK総合（東北ブロック放送）『ワンダフル東北「あなたに会いたい」』テーマ曲 |
| 2007年     | 人                                                         | - 『レコード会社直営♪』TVCMソング |
| 2008年     | BE FREE                                                    | - 日本テレビ系『音楽戦士 MUSIC FIGHTER』2008年1月度オープニングテーマ - 日活配給映画『ネガティブハッピー・チェーンソーエッヂ』主題歌 - タウンワークフロムエー『ハナサク・プロジェクト』CMソング |
| 2008年     | キセキ                                                     | - TBS系ドラマ『ROOKIES』主題歌 - トヨタ自動車「イスト」CMソング - TBS系『第二アサ秘ジャーナル』エンディング曲 - テレビ朝日系『シルシルミシル』ミルミルオハツ 初めてスポーツにチャレンジする時のテーマ曲 - 第81回選抜高校野球大会（毎日新聞社、日本高校野球連盟主催）入場行進曲 - Wii用ゲームソフト『太鼓の達人Wii』CMソング - ロッテ『ガーナチョコレート』CMソング - 伊藤園『MINERAL SPARKIES』しゅわしゅわ篇CMソング - トヨタ自動車『Re BORN（ドラえもん）』CMソング（イントロのみ） - JR東日本 郡山駅 新幹線ホーム 発車メロディー - バスケットボール男女日本代表 Akatsuki Five 公式応援ソング(remix) - ユニバーサルミュージック「#ぼくらの春曲キャンペーン -永遠の⼆⼈篇-」CMソング - 読売ジャイアンツ 坂本勇人選手 登場曲 - 埼玉西武ライオンズ 中島裕之選手 登場曲 - 北海道日本ハムファイターズ ブランドン・レアード選手 登場曲 - 映画『花束みたいな恋をした』作中歌 |
| 2008年     | SUN SHINE!!!                                               | - 福島テレビ『FTVスーパーニュース』高校野球福島県大会（第90回全国高等学校野球選手権記念福島大会）テーマ曲（2008年） - NTT東日本 『LIVE ON』キャンペーンCMソング |
| 2008年     | 君想い                                                     | - NHKドラマ8『七瀬ふたたび』主題歌 |
| 2008年     | またね。                                                   | - ヤマザキ『ランチパック』CMソング |
| 2008年     | 地球号                                                     | - フジテレビ系『めざましどようび』テーマ曲 |
| 2008年     | 足跡                                                       | - 朝日放送「コラマーシャル」テーマソング |
| 2008年     | 扉                                                         | - ヤマザキ『ランチパック』CMソング - テレビユー福島「お天気情報」テーマ曲 - 福島中央テレビ「お天気情報」テーマ曲 - JR東日本 郡山駅 在来線ホーム 発車メロディー |
| 2009年     | 歩み                                                       | - ユーキャン 2009年キャンペーンソング - 福島中央テレビ『おやすみ天気』テーマソング - 北海道日本ハムファイターズ 吉川光夫選手 登場曲 |
| 2009年     | 刹那                                                       | - フジテレビ系ドラマ『ヴォイス〜命なき者の声〜』主題歌 オリックス・バファローズ 能見篤史選手 登場曲 |
| 2009年     | 遥か                                                       | - 全国東宝系映画『ROOKIES -卒業-』主題歌 - 伊藤園『W BLACK』しみるね篇CMソング |
| 2009年     | 光                                                         | - 福島テレビ『FTVスーパーニュース』高校野球福島県大会（第91回全国高等学校野球選手権福島大会）テーマ曲（2009年） |
| 2009年     | 口笛                                                       | - 損保ジャパンCMソング |
| 2009年     | ハレルヤ!!!!                                               | - ケンタッキーフライドチキン「ケンタ祭 2009」篇CMソング |
| 2011年     | GOOD LUCKY!!!!!                                            | - ユニバーサル・スタジオ・ジャパン10周年記念テーマソング - 阪神タイガース 藤井彰人選手 登場曲 |
| 2011年     | Green boys                                                 | - NHK総合『アスリートの魂』2011年度番組テーマソング - 福岡ソフトバンクホークス 柳田悠岐選手 登場曲 - 千葉ロッテマリーンズ 田中英祐選手 登場曲 |
| 2011年     | 花唄                                                       | - テレビ東京系『JAPAN COUNTDOWN』2011年6月度エンディングテーマ - 中日ドラゴンズ 堂上剛裕選手 登場曲 |
| 2011年     | every                                                      | - アサヒビール『アサヒ一番麦』CMソング - アサヒビール『ともに、明日へ』（企業広告）CMソング - NHK Eテレ『東北発☆未来塾』テーマソング - 阪神タイガース 藤波晋太郎選手 登場曲 |
| 2011年     | ソラシド                                                   | - テレビ朝日系『お願い!ランキング』2011年8月度エンディングテーマソング - 千葉ロッテマリーンズ 大谷智久選手 登場曲 |
| 2011年     | 恋文〜ラブレター〜                                         | - 松竹配給映画『アントキノイノチ』主題歌 - テレビ東京系『JAPAN COUNTDOWN』2011年11月度オープニングテーマ |
| 2011年     | 緑のたけだ                                                 | - 東洋水産『マルちゃん赤いきつねと緑のたぬき』CMソング |
| 2012年     | ミセナイナミダハ、きっといつか                             | - フジテレビ系ドラマ『ストロベリーナイト』主題歌 - 北海道日本ハムファイターズ 吉川光夫選手 登場曲 |
| 2012年     | オレンジ                                                   | - 資生堂『シーブリーズ』CMソング |
| 2012年     | ワイはワイワイでいいワイ〜おまえワィ?〜                    | - 花王『クリアクリーンEX』CMソング |
| 2012年     | pride                                                      | - 朝日放送『夏の高校野球』2012年度（第94回全国高等学校野球選手権大会）応援ソング - ABCテレビ『熱闘甲子園』2012年度テーマソング - 北海道日本ハムファイターズ 渡邉諒選手 登場曲 |
| 2012年     | 雪の音                                                     | - JR東日本『JR SKI SKIキャンペーン』CMソング |
| 2013年     | 桜color                                                    | - AOKI『スーツのAOKI』CMソング |
| 2013年     | 陽の光                                                     | - ヤマザキ『ランチパック』CMソング - 福岡ソフトバンクホークス 帆足和幸選手 登場曲 - 北海道日本ハムファイターズ 河野秀和選手 登場曲 - 千葉ロッテマリーンズ 加藤翔平選手 登場曲 |
| 2013年     | イカロス                                                   | - カルピス『カルピスソーダ』CMソング - オリックス・バファローズ 齋藤俊雄選手 登場曲 - 中日ドラゴンズ/オリックス・バファローズ 岩﨑恭平選手 登場曲 - 『ICARUS ONLINE』コラボレーションソング |
| 2013年     | HEROES                                                     | - 読売テレビ・日本テレビ系ドラマ『でたらめヒーロー』主題歌 - 読売ジャイアンツ 菅野智之選手 登場曲 |
| 2013年     | 旅人                                                       | - テレビ朝日系『世界の村で発見!こんなところに日本人』挿入歌 |
| 2013年     | あいうえおんがく♬                                          | - テレビ東京系アニメ『LINE OFFLINE サラリーマン』・『LINE TOWN』オープニングテーマ - 釣りビジョン『大漁!関東沖釣り爆釣会・5代目リーダー小野瀬みらい』オープニングテーマ |
| 2013年     | BEST FRIEND                                                | - 東京個別指導学院CMソング - 千葉ロッテマリーンズ 加藤翔平選手 登場曲 |
| 2013年     | 両親への手紙                                               | - 損保ジャパン・日本興亜損保「ひとつになる」篇CMソング |
| 2013年     | この地へ〜                                                 | - 高知県高知市『よさこい祭り みんなでよさこいプロジェクト“総踊り”』テーマソング |
| 2013年     | 愛し君へ                                                   | - フジテレビ系ドラマ『Oh,My Dad!!』主題歌 |
| 2013年     | ありがとうなんて言わなくても 全部わかっているんだ feat.JIN | - フジテレビ系ドラマ『Oh,My Dad!!』挿入歌 |
| 2013年     | 僕らの物語                                                 | - 日本テレビ系『第92回全国高等学校サッカー選手権大会』応援歌 |
| 2013年     | 僕らは物語                                                 | - 日本テレビ系『第92回全国高等学校サッカー選手権大会』応援歌 |
| 2014年     | 愛すべき明日、一瞬と一生を                                 | - 東京個別指導学院CMソング |
| 2014年     | 卒業の唄〜アリガトウは何度も言わせて〜                     | - AOKI『スーツのAOKI』CMソング |
| 2014年     | 記念日 with HIDE from GReeeeN                              | - 楽婚 CMソング |
| 2014年     | オトノナルホウヘ！！！                                     | - よみうりランド『よみUReeeeN Land』テーマソング |
| 2014年     | crew                                                       | - 大塚製薬 ポカリスエット『ルナ・プロジェクト』web movieタイアップソング |
| 2014年     | 風                                                         | - JTB「JTBの夏旅 ハワイ編」「JTBの夏旅 沖縄編」CMソング |
| 2014年     | 忍                                                         | - テレビ東京系アニメ『ミュータント・タートルズ』オープニングテーマ |
| 2014年     | ガム 噛む wonder come                                      | - モンデリーズ・ジャパン『ガムならハカどーる』キャンペーンソング |
| 2014年     | あの日のオレンジ                                           | - 大王製紙『エリエール』35周年タイアップソング |
| 2014年     | メシ I GOT IT↑↑                                            | - ホクレン『北海道米LOVE』CMソング |
| 2014年     | タンポポ                                                   | - 日成アドバンス企業CMソング |
| 2015年     | OHA☆YOU                                                    | - TBS系『あさチャン!』テーマソング |
| 2015年     | ビリーヴ                                                   | - 日本赤十字社『平成27年度はたちの献血』キャンペーンソング |
| 2015年     | ユメノート                                                 | - 日本歯科医師会広報キャンペーンソング - BS-TBS系『夢の鍵』テーマソング |
| 2015年     | 夏の音                                                     | - キリン『生茶』キャンペーンソング |
| 2015年     | SAKAMOTO                                                   | - 赤城乳業『ガリガリ君リッチ ほとばしる青春の味』CMソング |
| 2015年     | KARAKARA                                                   | - よみうりランド『よみUReeeeN Land』テーマソング |
| 2015年     | 笑顔                                                       | - 日本のひなた宮崎県プロモーションソング |
| 2016年     | 夢                                                         | - DISCO「キャリタス就活2017」CMソング - 東京ヤクルトスワローズ 村上宗隆選手 登場曲 |
| 2016年     | 始まりの唄                                                 | - エイブル「新生活応援編」「あたらしい私編」CMソング |
| 2016年     | 遠くの空 指さすんだ                                        | - 東京ヤクルトスワローズ 山田哲人選手 登場曲(登場曲として制作) |
| 2016年     | beautiful days                                             | - 日本テレビ系ドラマ『家売るオンナ』主題歌 |
| 2016年     | ハイタッチ！！！！                                         | - ハウステンボス「スーパータワー花火」CMソング |
| 2016年     | 暁の君に                                                   | - フジテレビ系ドラマ『キャリア〜掟破りの警察署長〜』主題歌 |
| 2016年     | あるいテコテコ                                             | - NHK「みんなのうた」2016年10-11月のうた |
| 2016年     | eeeeveryday                                                | - ライオン“家事フェス「CLeeeeaN」”キャンペーン・ソング |
| 2017年     | ソビト                                                     | - 東映配給映画『キセキ -あの日のソビト-』主題歌 |
| 2017年     | キミマツ                                                   | - 「第33回全国都市緑化よこはまフェア」公式テーマソング - 相模鉄道 鶴ヶ峰駅･三ツ境駅 上下線 発車メロディー - 横浜高速鉄道みなとみらい駅 コンコースBGM |
| 2017年     | テトテ with GReeeeN                                        | - 資生堂『シーブリーズ』CMソング |
| 2017年     | テトテとテントテン with whiteeeen                          | - 資生堂『シーブリーズ』CMソング |
| 2017年     | 4 ever ドーン!!!!!                                         | - ONE PIECE LIVE ATTRACTION〝3〟『PHANTOM』 オープニング曲 |
| 2017年     | PHANTOM 〜約束〜                                           | - ONE PIECE LIVE ATTRACTION〝3〟『PHANTOM』エンディング曲 |
| 2017年     | 碧し                                                       | - NHKラジオ深夜便 深夜便のうた 7月-9月 |
| 2018年     | ハローカゲロウ                                             | - フジテレビ系 平昌五輪 中継 テーマソング |
| 2018年     | 福ある島                                                   | - 第69回 全国植樹祭 ふくしま2018 大会 テーマソング |
| 2018年     | アリアリガトウ                                             | - 損保ジャパン 「傘の花」 CMソング |
| 2018年     | 恋                                                         | - 映画『ママレード・ボーイ』主題歌 |
| 2018年     | 逢い言葉                                                   | - docomo×GReeeeN ｢うた手紙｣ テーマソング |
| 2018年     | 超・風                                                     | - フジテレビ系『S-PARK』テーマソング |
| 2018年     | ポポポポポーズ                                             | - NHK Eテレ ｢いないいないばあっ!｣ オリジナルソング |
| 2018年     | アイノカタチ feat. HIDE(GReeeeN)                           | - TBS系 火曜ドラマ 『義母と娘のブルース』主題歌 |
| 2018年     | フリスキュー                                               | - FRISK×GReeeeN ｢フリスク グレープフルーツミント｣ キャンペーンソング |
| 2018年     | 贈る言葉                                                   | - 映画『走れ!T校バスケット部』主題歌 |
| 2019年     | 約束×No title                                              | - 映画『愛唄 -約束のナクヒト-』主題歌 |
| 2019年     | 一緒にいこう                                               | - KDDI au“三太郎シリーズ”｢一緒にいこう｣篇 CMソング |
| 2019年     | ミドリイロ                                                 | - グリーンランド『GReeeeNLAND』テーマソング |
| 2019年     | 背番号                                                     | - ニューヨーク・ヤンキース 田中将大選手 登場曲(登場曲として制作) |
| 2019年     | バンバンザイ                                               | - NHK Eテレ ｢いないいないばあっ!｣ オリジナルソング |
| 2019年     | ノスタルジア                                               | - SUNTORY ｢サントリー天然水 GREEN TEA｣ キャンペーンソング |
| 2019年     | 460 ～YOUR SONG～                                          | - 損保ジャパン ホッケー日本代表応援 ｢かけるひとへ｣篇 CMソング |
| 2019年     | 勝ちドキ                                                   | - バスケットボール男女日本代表 Akatsuki Five 公式応援ソング |
| 2019年     | 2/7の順序なき純情                                          | - TBS ｢王様のブランチ｣ テーマソング |
| 2020年     | 星影のエール                                               | - NHK連続テレビ小説『エール』主題歌 |
| 2020年     | ダカランド                                                 | - NHK Eテレ ｢いないいないばあっ!｣ オリジナルソング |
| 2021年     | 蕾                                                         | - TBS 東日本大震災10年プロジェクト ｢つなぐ、つながる｣ テーマソング |
| 2021年     | たけてん                                                   | - 映画『漁港の肉子ちゃん』エンディングテーマ |
| 2021年     | アカリ                                                     | - TBS 日曜劇場『TOKYO MER〜走る緊急救命室〜』主題歌 |
| 2021年     | テトテトテトテトテ                                         | - NHK Eテレ ｢いないいないばあっ!｣ オリジナルソング |
| 2021年     | lemonade                                                   | - ABEMA ｢恋する♥週末ホームステイ in the Resort｣ 主題歌 |
| 2021年     | 青焔                                                       | - 全国高校軽音楽部大会 ｢第1回 We are Sneaker Ages｣ テーマソング |
| 2022年     | 流星のカケラ                                               | - Amazon オリジナルドラマ『星から来たあなた』主題歌 |
| 2022年     | 蕾 -Orchestra ver.-                                        | - TBS 東日本大震災11年プロジェクト ｢つなぐ、つながる｣ テーマソング - TBS 東日本大震災12年プロジェクト ｢つなぐ、つながる｣ テーマソング |
| 2022年     | 自分革命                                                   | - 資生堂 ｢シーブリーズ｣ CMソング |
| 2022年     | 味方                                                       | - 東映配給映画『ハウ』主題歌 |
| 2022年     | 栞                                                         | - I&Iグループ ｢福島にはI(アイ)がある｣ CMソング |
| 2022年     | バケモノ                                                   | - シチズン時計 ｢LIGHT in BLACK｣ 2022 GREEN EDITION CMソング |
| 2023年     | ジュブナイル                                               | - フジテレビ 深夜アニメ『大雪海のカイナ｣』エンディングテーマ |
| 2023年     | またね☆                                                    | - NHK Eテレ ｢いないいないばあっ!｣ オリジナルソング |
| 2023年     | グリンピース                                               | - 春日井製菓｢グリーン豆｣ 50周年記念ソング |
| 2023年     | LIFE                                                       | - NHK総合・NHK BS4K ドラマ10『育休刑事』主題歌 |
| 2023年     | What the "XXX"                                             | - アパレルブランド”©SAINT Mxxxxxx”とのコラボレーションソング |
| 2023年     | WONDERFUL                                                  | - 松竹配給映画『大名倒産』主題歌 |
| 2023年     | 勿忘草                                                     | - MBS・TBS系 アニメイズム『AIの遺電子』エンディングテーマ |
| 2023年     | やっほー☆                                                  | - NHK Eテレ ｢いないいないばあっ!｣ オリジナルソング |
| 2023年     | ひらり                                                     | - テレビ朝日 第55回 全日本大学駅伝 テーマソング - テレビ朝日 全日本大学駅伝 番組公式テーマソング |
| 2024年     | 閃光ハヤブサ                                               | - テレビ東京系アニメ『シンカリオン チェンジ ザ ワールド』オープニングテーマ |
| 2024年     | グルグルブンブン                                           | - NHK Eテレ「いないいなばあっ！」オリジナルソング |
| 2024年     | SEVEN DAYS WAR                                             | - MIXI 『モンスターストライク』「カンカン照りな夏が来た!モンストサマー!」CMソング |
| 2024年     | ゼロ年目からのバインダー                                   | - 郡山市市制施行100周年記念楽曲 |
| 2024年     | 少年                                                       | - テレビアニメ『ダンジョンに出会いを求めるのは間違っているだろうかⅤ 豊穣の女神篇』オープニングテーマ |
| 2024年     | シオン                                                     | - ワーナー・ブラザース映画配給映画『サンセット・サンライズ』インスパイアソング |
| 2024年     | スピード                                                   | - 競輪 CMソング |
| 2025年     | 地球はデッカいマルぅ！                                     | - NHK Eテレ『ウェルカム!よきまるハウス』オリジナルソング |
| 2025年     | 天使と悪魔                                                 | - テレビアニメ『ONE PIECE』オープニング主題歌 |
| 2025年     | アカキ群青                                                 | - 『バレーボールネーションズリーグ2025』大会公式テーマソング |
| 2025年     | ウタウタイ                                                 | - TBS『音楽の日』SP企画「ココロの歌プロジェクト」提供楽曲 |
| 2025年     | 鍵の唄                                                     | - 三菱食品 設立100周年記念イメージソング |

## 公式ファンクラブ
GRe4N CReW CLUB
2024年4月より、GRe4N BOYZのファンクラブが新たにオープン。レギュラーコースとプレミアムコースに分かれており、両コース会員対象の「RADIO」「BLOG」「SCRATCH」や、プレミアムコース会員限定の「VOICE DIARY」といったコンテンツを楽しむことができる。
GReeeeN Mobil
2008年2月にモバイルサイトとしてオープンしたモバイルファンクラブで、2012年4月にスマートフォン対応となった。2021年1月には、SIMフリー対応となり、サイトデザインがスマートフォン、パソコン向けに変更された。メンバーによる「交換日記」や「待受け」「BBS」などがコンテンツ。
GReeeeN Land
2013年8月に発足したオフシャルファンクラブ。パソコン向けのPCファンクラブとしてリリースされ、現在はスマートフォンのアクセスにも対応している。オリジナル特典や会報誌、会員証のほかサイト上に専用コンテンツが設けられている。2021年1月にリニューアルが行われ、メンバーによるラジオなどの機能が追加された。
発足時から運用されていた3Dアバターは、2015年3月31日で廃止、終了となった。
M Member
2015年7月に公開されたGReeeeN公式のアプリに設けられていた有料会員。ファンとのチャット「Let's Talk」、不定期でメンバーから配信されているラジオ「M Radio」などアプリ内の様々なコンテンツが利用できた。通信障害の発生によって、2021年2月12日に提供が終了した。

## イベント
ライブ等のイベントは全てメンバー本人のモーションキャプチャーにより行われ、顔出しでの出演は行われていない。しかし、2013年11月、福島県の#9にて行われた、#9てぃ〜びぃ〜10周年記念イベントでは顔は伏せられていたが、過去に#9てぃ〜びぃ〜にて放送されたGReeeeNのシルエットではないライブ映像が放映された。

## ツアー
GReeeeNのツアーはメンバーの動きを再現したCG技術によって行われるが、公演中に通称「イケメンモード」と呼ばれる形でライブを披露したり、アニメ『ミュータント・タートルズ』の主題歌になったという事もあり、メンバー4人が亀になってライブパフォーマンスを披露したこともある。また、ファンサイトであるGReeeeN Landなどで使用されているアバター姿となることもある。

### 俺らレボリューション
2013年開催。自身初のツアー。全6会場8公演。
OPにて公演会場周辺を巡った映像が放映された。
| 公演日          | 会場                       | OP映像 |
| --------------- | -------------------------- | --- |
| 8月13日         | 北海道・Zepp Sapporo       | HIDE、naviと共に、旭山動物園などを巡った映像が放映された。 |
| 8月18日         | 福島・郡山市民文化センター | メンバー4人で地元郡山のヨークベニマルや、#9等を巡った映像が放映された。 #9に訪問した際には郡山名物グリーンカレーを食し、インディーズ時代のCDなどが公開された。 |
| 8月19日         | 福岡・Zepp Fukuoka         | 92と共に長浜ラーメン「やまちゃん」に行った映像や、2人で買い物している様子などが放映された。                                                                    |
| 8月20日         | 大阪・Zepp Namba           | HIDEと共に、HIDEの出生地でもある大阪府高槻市を巡った映像が放映された。                                                                                         |
| 8月21日 8月26日 | 愛知・Zepp Nagoya          | SOHと共に名古屋城などを巡った映像が放映された。 |
| 8月22日 8月23日 | 東京・Zepp DiverCity       | 1日目、2日目ともにHIDEと92の2人と共に、1日目は東京案内をし、2日目はZepp DiverCity内を巡った映像が放映された。                                                  |

### エレグリトリカルパレードへようこそ！
2014年開催。自身2度目のツアー。全7会場10公演。
前回のようなOP映像はなく、同時期に発売された「今から親指が消える手品しまーす。」に収録されている「エレグリトリカルパレード」に合わせたOPが放映された。また、このツアーでは「キセキ」をリーダー・HIDEを除くメンバーがソロで歌うという企画も行われた。「あいうえおんがく♬」や、「緑のたけだ」を会場のファンと一緒に踊る一幕もあった。
| 公演日          | 会場                       |
| --------------- | -------------------------- |
| 7月11日 7月12日 | 東京・Zepp DiverCity       |
| 7月18日 7月19日 | 大阪・Zepp Namba           |
| 7月20日         | 福岡・Zepp Fukuoka         |
| 8月2日          | 北海道・Zepp Sapporo       |
| 8月7日 8月8日   | 愛知・Zepp Nagoya          |
| 8月16日         | 福島・郡山市民文化センター |
| 8月30日         | 東京・Zepp Tokyo           |

### GReeeeN TOUR 2015 〜9周年だよ！10周年目前ツアー！ 9SJ 〜
2015年開催。全6会場10公演。
10周年目前サイトにて公開されていた映像がOPとして放映された。ダンサブル企画では、「オトノナルホウヘ！！！！」と「メシ I GOT IT↑↑」のダンサブルも会場及び動画投稿によって行われた。メンバーの92・navi・SOHの中から「愛唄」の歌唱を公式アプリのシェイクを使い投票して各会場でソロで歌うという企画を行った。
| 公演日                  | 会場                       | ソロ     |
| ----------------------- | -------------------------- | -------- |
| 7月19日                 | 北海道・Zepp Sapporo       | SOH      |
| 7月26日                 | 福岡・Zepp Fukuoka         | SOH      |
| 7月31日 8月1日          | 大阪・Zepp Namba           | SOH navi |
| 8月7] 8月8日            | 愛知・Zepp Nagoya          | navi     |
| 8月15日                 | 福島・郡山市民文化センター | SOH      |
| 8月21日 8月22日 8月25日 | 東京・Zepp Tokyo           | 92       |

### んなぁしたぁぁぁ〜…今日よりも好きになれる〜♪ツアー
2016年開催。全8会場12（特別公演含め13）公演。
ダンサブル企画は「タンポポ」。メンバーのHIDE・92・navi・SOHの中から、自身が楽曲提供した妹分whiteeeen（HIDE：ポケット、navi：ハンブンコ、92：卒業ソング、SOH：あの頃〜ジンジンバオヂュオニー〜）の歌唱を、大きなメンバーカラーの風船を会場で送り、最初にステージに着いた風船のメンバーが各会場でソロで歌うという企画を行った。
また、8月30日はエイブル特別招待限定ライブ。内容はほとんどこのツアーと同じだが、限定グッズ販売や、限定ポスターの掲示、プレゼント企画などが行われた。
| 公演日          | 会場                                       | ソロ      |
| --------------- | ------------------------------------------ | --------- |
| 7月18日         | 宮城・仙台PIT                              | HIDE      |
| 7月22日         | 新潟・りゅーとぴあ（新潟市民芸術文化会館） | navi      |
| 7月24日         | 北海道・Zepp Sapporo                       | navi      |
| 7月29日 7月30日 | 大阪・Zepp Namba                           | SOH 92    |
| 8月6日          | 福岡・福岡市民会館                         | 92        |
| 8月12日 8月13日 | 愛知・Zepp Nagoya                          | SOH HIDE  |
| 8月19日 8月20日 | 東京・Zepp Tokyo                           | navi HIDE |
| 8月27日         | 福島・郡山市民文化センター                 | 92        |
| 8月30日         | 東京・Zepp Tokyo（限定ライブ）             | SOH       |
| 8月31日         | 東京・Zepp Tokyo                           | HIDE      |

### GReeeeNと不思議のダンジョン〜失われた古代魔法を求めて〜
2017年開催。全10会場16公演。
ダンサブル企画は「笑顔」。今回のツアーでは各会場付近においてメンバー縁のスポットにONE PIECEサイン入り単行本が置かれている。
ソロ企画は「縁」に収録されているソロ曲(HIDEはstillll、naviはナビノビ！、92はムーントラップ、SOHはHoliday!)を歌った。
| 公演日          | 会場                              |
| --------------- | --------------------------------- |
| 7月8日          | 埼玉・戸田市文化会館              |
| 7月9日          | 福島・郡山市民文化センター        |
| 7月17日         | 福岡・福岡サンパレス              |
| 7月20日         | 東京・中野サンプラザ              |
| 7月22日         | 宮城・SENDAI GIGS                 |
| 7月30日         | 広島・広島文化学園HGBホール       |
| 8月5日 8月6日   | 大阪・Zepp Osaka Bayside          |
| 8月11日         | 北海道・Zepp Sapporo              |
| 8月13日         | 東京・Zepp DiverCity Tokyo        |
| 8月18日         | 東京・Zepp Tokyo                  |
| 8月19日         | 大阪・オリックス劇場              |
| 8月20日         | 石川・北陸電力会館 本多の森ホール |
| 8月25日 8月26日 | 愛知・Zepp Nagoya                 |
| 8月31日         | 東京・Zepp Tokyo                  |

### GReeeeNと不思議のももがたり～おこしにつけたきびだんご～
2018年開催。全17会場20公演。
ダンサブル企画は「Cooking彼氏」。
ソロ企画は童謡「桃太郎」をオリジナルのラップを交えて歌ったもの。
今ツアーには「HEROES」のミュージックビデオに出演した「小室ゆら」がアンバサダーに就任している。
| 公演日            | 会場                              |
| ----------------- | --------------------------------- |
| 7月7日            | 埼玉・戸田市文化会館              |
| 7月8日            | 静岡・富士市文化会館 ロゼシアター |
| 7月14日           | 宮城・SENDAI GIGS                 |
| 7月15日           | 新潟・新潟県民会館 大ホール       |
| 7月16日           | 石川・北陸電力会館 本多の森ホール |
| 7月20日           | 広島・広島県立文化芸術ホール      |
| 7月21日           | 岡山・岡山市民会館                |
| 7月22日           | 福岡・福岡サンパレス              |
| 7月26日           | 東京・中野サンプラザ              |
| 7月28日           | 東京・オリンパスホール八王子      |
| 7月29日           | 大阪・グランキューブ大阪          |
| 8月4日            | 北海道・Zepp Sapporo              |
| 8月10日 8月11日※  | 愛知・Zepp Nagoya                 |
| 8月12日           | 福島・けんしん郡山文化センター    |
| 8月18日 8月19日※  | 大阪・Zepp Osaka Bayside          |
| 8月24日※ 8月25日※ | 東京・Zepp Tokyo                  |
| 8月31日※          | 東京・Zepp DiverCity Tokyo        |

※印のついた公演のオープニングアクトには妹分のwhiteeeen²が出演。人前で初めてパフォーマンスを披露した。歌唱曲は、ハニートーストとポケット。

### GReeeeNと不思議の管〜配水の人〜
2019年開催。全20会場23公演。
ダンサブル企画は「未完成ing」。
ソロ企画は「アイノカタチ」。
今ツアーには「四千頭身」がアンバサダーに就任している。
| 公演日          | 会場                              |
| --------------- | --------------------------------- |
| 6月29日         | 千葉・浦安市文化会館              |
| 6月30日         | 新潟・新潟テレサ                  |
| 7月6日          | 広島・広島市文化交流会館          |
| 7月7日          | 岡山・岡山市民会館                |
| 7月13日         | 神奈川・厚木市文化会館            |
| 7月14日         | 石川・北陸電力会館 本多の森ホール |
| 7月15日         | 大阪・グランキューブ大阪          |
| 7月21日         | 北海道・Zepp Sapporo              |
| 7月27日         | 宮崎・都城市総合文化ホール        |
| 7月28日         | 福岡・Zepp Fukuoka                |
| 8月2日 8月3日   | 大阪・Zepp Osaka Bayside          |
| 8月4日          | 福岡・福岡国際会議場              |
| 8月9日 8月10日  | 東京・Zepp DiverCity Tokyo        |
| 8月11日         | 静岡・静岡市民文化会館            |
| 8月12日         | 福島・郡山市民文化センター        |
| 8月16日 8月17日 | 愛知・Zepp Nagoya                 |
| 8月18日         | 和歌山・和歌山県民文化会館        |
| 8月24日         | 宮城・SENDAI GIGS                 |
| 8月25日         | 山梨・山梨県立県民文化ホール      |
| 8月31日         | 東京・Zepp Tokyo                  |

### ツーナゲール 全繋大作戦 ～何処かに広がる大きな声が～
2021年開催。全28会場。全31公演。
ダンサブル企画は「2/7の順序なき純情」。
「GReeeeNと不思議の管〜配水の人〜」以来、約2年ぶりの開催。
9月23日の宮城・仙台公演で新曲「from」がサプライズ公開された。
| 公演日          | 会場                                 |
| --------------- | ------------------------------------ |
| 7月10日         | 愛知・日本特殊陶業市民会館           |
| 7月11日         | 長野・まつもと市民芸術館             |
| 7月15日         | 東京・TACHIKAWA STAGE GARDEN         |
| 7月18日         | 北海道・Zepp Sapporo                 |
| 7月24日         | 福岡・Zepp Fukuoka                   |
| 7月25日         | 福岡・福岡市民会館                   |
| 7月30日         | 京都・ロームシアター京都             |
| 7月31日         | 滋賀・大津市民会館                   |
| 8月1日          | 岡山・岡山市民会館                   |
| 8月2日          | 広島・広島文化学園HGBホール          |
| 8月6日 8月7日   | 大阪・Zepp Osaka Bayside             |
| 8月8日          | 石川・北陸電力会館 本多の森ホール    |
| 8月9日          | 兵庫・神戸国際会館                   |
| 8月11日 8月12日 | 東京・中野サンプラザ                 |
| 8月14日         | 愛知・Zepp Nagoya                    |
| 8月15日         | 静岡・静岡市民文化会館               |
| 8月21日         | 新潟・新潟テルサ                     |
| 8月22日         | 東京・Zepp Haneda                    |
| 8月28日         | 東京・Zepp DiverCity                 |
| 8月29日         | 山梨・山梨県立県民文化ホール         |
| 8月31日         | 東京・Zepp Tokyo                     |
| 9月4日          | 神奈川・厚木市文化会館               |
| 9月10日 9月11日 | 大阪・オリックス劇場                 |
| 9月12日         | 福島・いわき芸術文化交流館アリオス   |
| 9月15日 9月16日 | 東京・中野サンプラザ                 |
| 9月23日         | 宮城・東京エレクトロンホール宮城     |
| 11月20日        | 福島・とうほう・みんなの文化センター |

### GReeeeNと不思議な大脱走
2022年開催。38会場40公演。漫画「ONE PIECE」の作者である尾田栄一郎がキャラクターデザインを担当。ダンサブル企画は「流星のカケラ」。
| 公演日          | 会場                                                           |
| --------------- | -------------------------------------------------------------- |
| 7月2日          | 千葉・森のホール21                                             |
| 7月3日          | 栃木・栃木県総合文化センター                                   |
| 7月9日          | 北海道・Zepp Sapporo                                           |
| 7月16日         | 福岡・Zepp Fukuoka                                             |
| 7月17日         | 福岡・福岡市民会館 大ホール                                    |
| 7月18日         | 熊本・熊本県立劇場 演劇ホール                                  |
| 7月22日         | 京都・ロームシアター京都 メインホール                          |
| 7月23日         | 奈良・なら100年会館 大ホール                                   |
| 7月30日         | 大阪・Zepp Osaka Bayside                                       |
| 7月31日         | 岡山・岡山市民会館                                             |
| 8月5日          | 大阪・オリックス劇場                                           |
| 8月6日          | 兵庫・神戸国際会館 こくさいホール                              |
| 8月7日          | 山口・KDDI維新ホール                                           |
| 8月11日         | 愛知・Zepp Nagoya                                              |
| 8月13日         | 静岡・アクトシティ浜松 大ホール                                |
| 8月14日         | 岐阜・長良川国際会議場 メインホール                            |
| 8月20日         | 新潟・新潟テルサ                                               |
| 8月21日         | 長野・ホクト文化ホール 大ホール                                |
| 8月26日 8月27日 | 東京・Zepp Diversity                                           |
| 8月28日         | 愛知・日本特殊陶業市民会館 フォレストホール                    |
| 9月4日          | 東京・TACHIKAWA STAGE GARDEN                                   |
| 9月10日         | 岩手・盛岡市民文化ホール 大ホール                              |
| 9月11日         | 福島・けんしん郡山文化センター（郡山市民文化センター）大ホール |
| 9月17] 9月18日  | 東京・LINE CUBE SHIBUYA                                        |
| 9月19日         | 神奈川・厚木市文化会館 大ホール                                |
| 9月23日         | 石川・本多の森ホール                                           |
| 9月24日         | 兵庫・アクリエひめじ                                           |
| 9月25日         | 高知・高知県立県民文化ホール オレンジホール                    |
| 9月1日          | 広島・広島JMSアステールプラザ大ホール                          |
| 10月2日         | 鳥取・米子コンベンションセンター BiG SHiP                      |
| 10月10日        | 宮城・トークネットホール仙台                                   |
| 10月30日        | 群馬・ベイシア文化ホール                                       |
| 11月3日         | 秋田・あきた芸術劇場ミルハス 大ホール                          |
| 11月5日         | 山形・シェルターなんようホール                                 |
| 11月10日        | 東京・中野サンプラザホール                                     |
| 11月19日        | 鹿児島・川商ホール(鹿児島市民文化ホール) 第1ホール             |
| 11月20日        | 大分・日田市民文化会館（パトリア日田）大ホール                 |
| 11月23日        | 福島・南相馬市民文化会館 ゆめはっと 大ホール                   |

### ”The GAME”
2023開催。ダンサブル企画は｢WONDERFUL｣。
| 公演日   | 会場                                        |
| -------- | ------------------------------------------- |
| 6月24日  | 神奈川・相模女子大学グリーンホール          |
| 6月25日  | 東京・LINE CUBE SHIBUYA                     |
| 7月1日   | 愛媛・松山市民会館 大ホール                 |
| 7月2日   | 高知・高知県立県民文化ホール オレンジホール |
| 7月8日   | 長野・ホクト文化ホール 大ホール             |
| 7月9日   | 新潟・新潟県民会館                          |
| 7月15日  | 京都・ロームシアター京都 メインホール       |
| 7月16日  | 滋賀・ひこね市文化プラザ                    |
| 7月17日  | 石川・本多の森ホール                        |
| 7月22日  | 山口・周南市文化会館                        |
| 7月23日  | 兵庫・神戸国際会館 こくさいホール           |
| 7月29日  | 千葉・森のホール21                          |
| 7月30日  | 大阪・Zepp Osaka Bayside                    |
| 8月5日   | 奈良・なら100年会館 大ホール                |
| 8月6日   | 大阪・大阪府立国際会議場                    |
| 8月11日  | 愛知・Zepp Nagoya                           |
| 8月12日  | 広島・ふくやま芸術文化ホール リーデンローズ |
| 8月13日  | 福岡・Zepp Fukuoka                          |
| 8月19日  | 岩手・盛岡市民文化ホール 大ホール           |
| 8月20日  | 宮城・宮城県民会館                          |
| 8月26日  | 東京・Zepp DiverCity                        |
| 8月27日  | 栃木・栃木県総合文化センター                |
| 9月2日   | 長崎・長崎ブリックホール                    |
| 9月3日   | 福岡・福岡サンパレス                        |
| 9月9日   | 北海道・Zepp Sapporo                        |
| 9月10日  | 北海道・釧路市民文化会館                    |
| 9月17日  | 青森・青森市文化会館                        |
| 9月18日  | 青森・八戸市公会堂                          |
| 9月23日  | 長野・塩尻市文化会館                        |
| 9月24日  | 静岡・アクトシティ浜松                      |
| 9月30日  | 茨城・水戸市民会館                          |
| 10月1日  | 埼玉・戸田市文化会館                        |
| 10月7日  | 熊本・熊本市民会館                          |
| 10月8日  | 福岡・北九州ソレイユホール                  |
| 10月9日  | 広島・広島県立文化芸術ホール                |
| 10月14日 | 富山・富山市芸術文化ホール                  |
| 10月15日 | 兵庫・アクリエひめじ                        |
| 10月21日 | 三重・四日市市文化会館                      |
| 10月22日 | 和歌山・和歌山県民文化会館                  |
| 10月28日 | 宮崎・宮崎市民文化ホール                    |
| 10月29日 | 鹿児島・鹿児島県文化センター                |
| 11月3日  | 東京・LINE CUBE SHIBUYA                     |
| 11月4日  | 山形・山形県総合文化芸術館                  |
| 11月5日  | 群馬・高崎芸術劇場                          |
| [1月18日 | 福島・郡山市民文化センター                  |
| 11月23日 | 山梨・山梨県立県民文化ホール                |
| 12月2日  | 静岡・静岡市民文化会館                      |
| 12月3日  | 愛知・名古屋国際会議場                      |

### GRe4N BOYZ LIVE TOUR 2024 “The CUBE”〜何処かに広がる大きな声が〜
2024年開催。全国29都市42公演。改名後初のライブである。ツアーのゲスト声優は山里亮太。ダンサブル企画は「閃光ハヤブサ」。
| 公演日   | 会場                                                               |
| -------- | ------------------------------------------------------------------ |
| 6月22日  | 埼玉・和光市文化センター                                           |
| 6月23日  | 群馬・ベイシア文化ホール 大ホール                                  |
| 6月29日  | 千葉・柏市民文化会館                                               |
| 6月30日  | 神奈川・神奈川県民ホール 大ホール                                  |
| 7月7日   | 神奈川・カルッツかわさき（川崎市スポーツ・文化総合センター）ホール |
| 7月14日  | 石川・本多の森北電ホール                                           |
| 7月15日  | 新潟・上越文化会館                                                 |
| 7月20日  | 福島・會津風雅堂                                                   |
| 7月21日  | 宮城・東京エレクトロンホール宮城（宮城県民会館）                   |
| 7月27日  | 大阪・大阪国際会議場 メインホール（グランキューブ大阪）            |
| 7月28日  | 静岡・アクトシティ浜松 大ホール                                    |
| 8月3日   | 兵庫・神戸国際会館こくさいホール                                   |
| 8月4日   | 福岡・Zepp Fukuoka                                                 |
| 8月11日  | 熊本・市民会館シアーズホーム夢ホール（熊本市民会館）               |
| 8月12日  | 広島・上野学園ホール                                               |
| 8月17日  | 愛知・Zepp Nagoya                                                  |
| 8月18日  | 大阪・Zepp Osaka Bayside                                           |
| 8月24日  | 北海道・北斗市総合文化センターかなで～る 大ホール                  |
| 8月25日  | 北海道・Zepp Sapporo                                               |
| 8月31日  | 東京・Zepp Haneda (TOKYO)                                          |
| 9月1日   | 山形・やまぎん県民ホール（山形県総合文化芸術館）                   |
| 9月7日   | 岡山・倉敷市民会館                                                 |
| 9月8日   | 兵庫・アクリエひめじ 大ホール（姫路市文化コンベンションセンター）  |
| 9月14日  | 高知・高知県立県民文化ホール オレンジホール                        |
| 9月15日  | 香川・サンポートホール高松 大ホール                                |
| 9月16日  | 愛媛・松山市民会館 大ホール                                        |
| 9月22日  | 青森・弘前市民会館                                                 |
| 9月23日  | 岩手・盛岡市民文化ホール                                           |
| 9月28日  | 広島・ふくやま芸術文化ホール リーデンローズ                        |
| 9月29日  | 京都・ロームシアター京都 メインホール                              |
| 10月5日  | 栃木・栃木県総合文化センター メインホール                          |
| 10月12日 | 神奈川・鎌倉芸術館 大ホール                                        |
| 10月13日 | 東京・LINE CUBE SHIBUYA （渋谷公会堂）                             |
| 10月14日 | 埼玉・大宮ソニックシティ 大ホール                                  |
| 10月19日 | 愛知・Niterra日本特殊陶業市民会館フォレストホール                  |
| 10月20日 | 神奈川・小田原三の丸ホール 大ホール                                |
| 10月27日 | 茨城・水戸市民会館 グロービスホール                                |
| 11月2日  | 大分・iichiko総合文化センター iichikoグランシアタ                  |
| 11月3日  | 鹿児島・川商ホール（鹿児島市民文化ホール）第一ホール               |
| 11月9日  | 福島・けんしん郡山文化センター（郡山市民文化センター）大ホール     |
| 11月10日 | 新潟・新潟テルサ                                                   |
| 11月16日 | 福岡・福岡サンパレスホテル&ホール                                  |

### ”The XY” 〜明日、今日よりも〜
2025年開催。ツアーのゲスト声優は林原めぐみと落合健太郎。プロマジシャンの新子景視とコラボする。ダンサブル企画は「4 ever ドーン!!!!!」。
| 公演日   | 会場                                                           |
| -------- | -------------------------------------------------------------- |
| 6月14日  | 神奈川・厚木市文化会館 大ホール                                |
| 6月22日  | 群馬・美喜仁桐生文化会館（桐生市市民文化会館）シルクホール     |
| 6月28日  | 千葉・市川市文化会館 大ホール                                  |
| 6月29日  | 岩手・盛岡市民文化ホール 大ホール                              |
| 7月5日   | 大阪・Zepp Osaka Bayside                                       |
| 7月6日   | 兵庫・神戸国際会館こくさいホール                               |
| 7月12日  | 山梨・東京エレクトロン韮崎文化ホール 大ホール                  |
| 7月13日  | 埼玉・和光市文化センター                                       |
| 7月19日  | 宮城・トークネットホール仙台（仙台市民会館） 大ホール          |
| 7月20日  | 青森・リンクステーションホール青森 (青森市文化会館)            |
| 7月21日  | 秋田・ほくしか鹿鳴ホール（大館市民文化会館） 大ホール          |
| 7月26日  | 北海道・だて歴史の杜カルチャーセンター 大ホール                |
| 7月27日  | 北海道・Zepp Sapporo                                           |
| 8月9日   | 福岡・Zepp Fukuoka                                             |
| 8月10日  | 大阪・大阪国際会議場 メインホール（グランキューブ大阪）        |
| 8月11日  | 静岡・アクトシティ浜松 大ホール                                |
| 8月16日  | 岡山・倉敷市民会館                                             |
| 8月17日  | 東京・LINE CUBE SHIBUYA （渋谷公会堂）                         |
| 8月22日  | 愛知・Zepp Nagoya                                              |
| 8月23日  | 京都・ロームシアター京都 メインホール                          |
| 8月24日  | 福井・鯖江市文化センター                                       |
| 8月30日  | 東京・Zepp Haneda (TOKYO)                                      |
| 8月31日  | 福島・南相馬市民文化会館 ゆめはっと 大ホール                   |
| 9月6日   | 山形・やまぎん県民ホール（山形県総合文化芸術館）               |
| 9月7日   | 秋田・あきた芸術劇場ミルハス 大ホール                          |
| 9月13日  | 愛媛・松山市民会館 大ホール                                    |
| 9月14日  | 兵庫・アクリエひめじ（姫路市文化コンベンションセンター）       |
| 9月15日  | 愛知・愛知県芸術劇場 大ホール                                  |
| 9月20日  | 宮崎・延岡総合文化センター 大ホール                            |
| 9月21日  | 大分・iichiko総合文化センター iichikoグランシアタ              |
| 9月23日  | 福岡・福岡サンパレスホテル＆ホール                             |
| 9月27日  | 東京・LINE CUBE SHIBUYA （渋谷公会堂）                         |
| 9月28日  | 茨城・大昭ホール龍ケ崎（龍ケ崎市文化会館） 大ホール            |
| 10月4日  | 広島・広島JMSアステールプラザ大ホール                          |
| 10月11日 | 栃木・栃木県総合文化センター メインホール                      |
| 10月13日 | 新潟・長岡市立劇場                                             |
| 10月18日 | 埼玉・大宮ソニックシティ 大ホール                              |
| 10月19日 | 福島・けんしん郡山文化センター（郡山市民文化センター）大ホール |

## 海外公演

### GReeeeN Live in Shanghai
2019年開催。上海市で行われたGReeeeN初の海外公演。この時の演目は、前年度の全国ツアー｢GReeeeNと不思議のももがたり｣。
| 公演日 | 会場          | 開催地       |
| ------ | ------------- | ------------ |
| 9月7日 | 世博中心 紅庁 | 中国・上海市 |

### GRe4N BOYZ Immersive Live Theater 2024 “The CUBE” 〜何処かに広がる大きな声が〜
2024年開催。台湾で初公演。上海公演では日本からのパッケージツアーが行われた。
| 公演日   | 会場                  | 開催地       |
| -------- | --------------------- | ------------ |
| 11月23日 | Zeep New Taipei       | 台湾・新北市 |
| 11月30日 | 上海红石中心 RED ROCK | 中国・上海市 |